# サーブ 39 グリペン
SAAB JAS 39 Gripen
- 用途：戦闘機
- 分類：マルチロール機
- 製造者：SAAB社
- 運用者
  -  スウェーデン（スウェーデン空軍）
  -  南アフリカ共和国（南アフリカ空軍）
  -  ブラジル（ブラジル空軍）
  -  ハンガリー（ハンガリー空軍）
  -  チェコ（チェコ空軍）
  -  タイ（タイ王国空軍）
- 初飛行：1988年
- 生産数：300機弱（2023年[1]）
- 運用開始：1996年
- 運用状況：現役

SAAB 39（JAS 39、JASの原音に忠実な日本語表記は「ヤース」）は、スウェーデンのサーブ社を中心として開発された多用途戦闘機。愛称のグリペン（スウェーデン語: Gripen）はグリフォン（有翼獅子）の意味。メーカーでは『The smart fighter』というキャッチコピーを用いている。

## 概要
機体のサイズからの分類は軽戦闘機、用途からの分類はマルチロール機（多目的戦闘機）である機体で、スウェーデン語のJakt（戦闘）、Attack（攻撃）、Spaning（偵察）の略称に始まるJAS 39の機種番号通り、制空戦闘・対地攻撃・偵察などを過不足なくこなす。また、多目的機にありがちな機体の大型化・開発費上昇と相反して、スウェーデンの国防ニーズと予算の兼ね合いから航続距離やステルス性などの一部性能を妥協することにより、運用体系における高いコストパフォーマンスを実現している。
公式サイトではネットワーク中心の戦い、多彩な作戦に対応する能力、低いライフサイクルコストをバランス良くまとめた機体であるとしている。

## 開発

### スウェーデン独特の要求

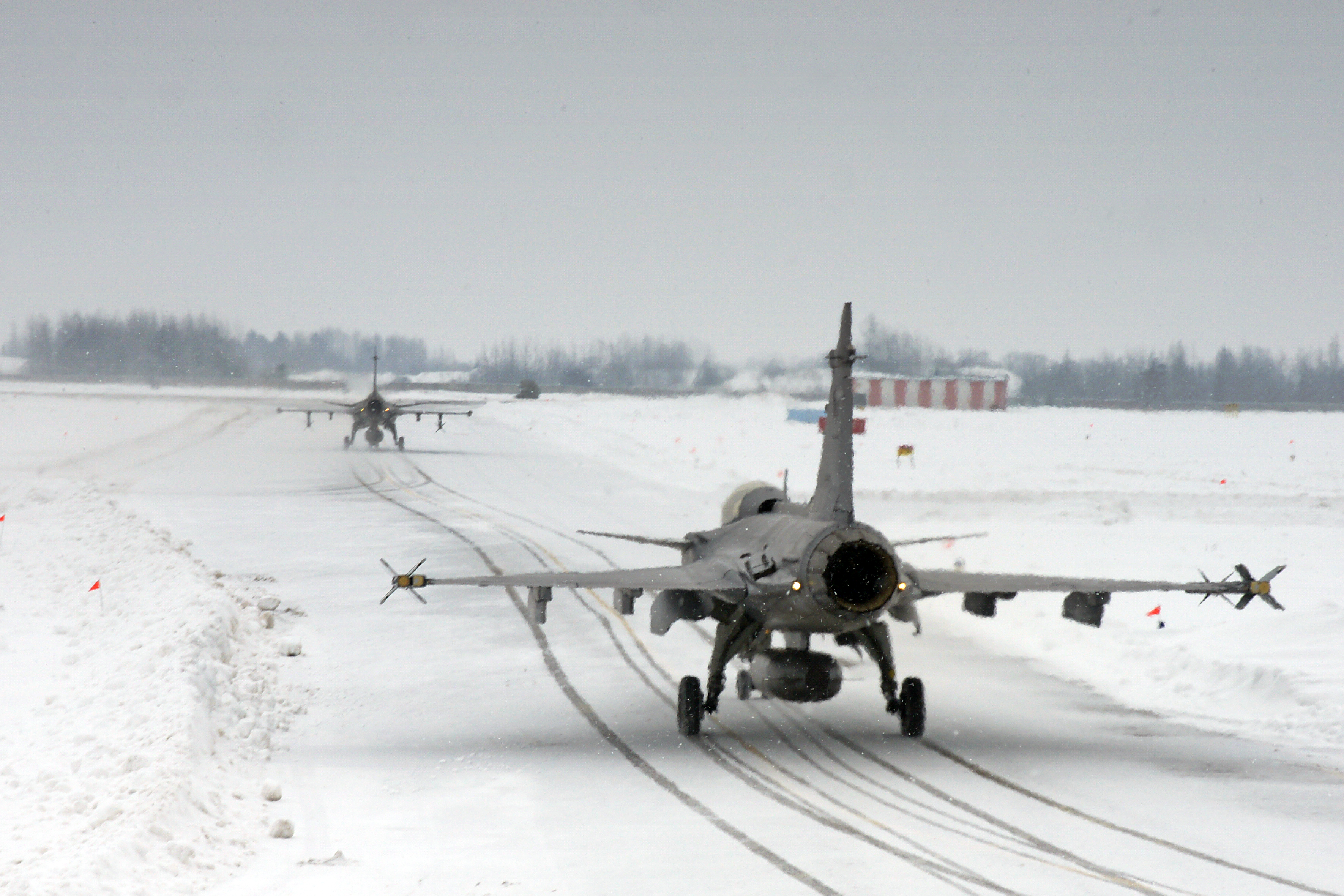
雪に覆われた滑走路で運用されるグリペン（チェコ空軍機）

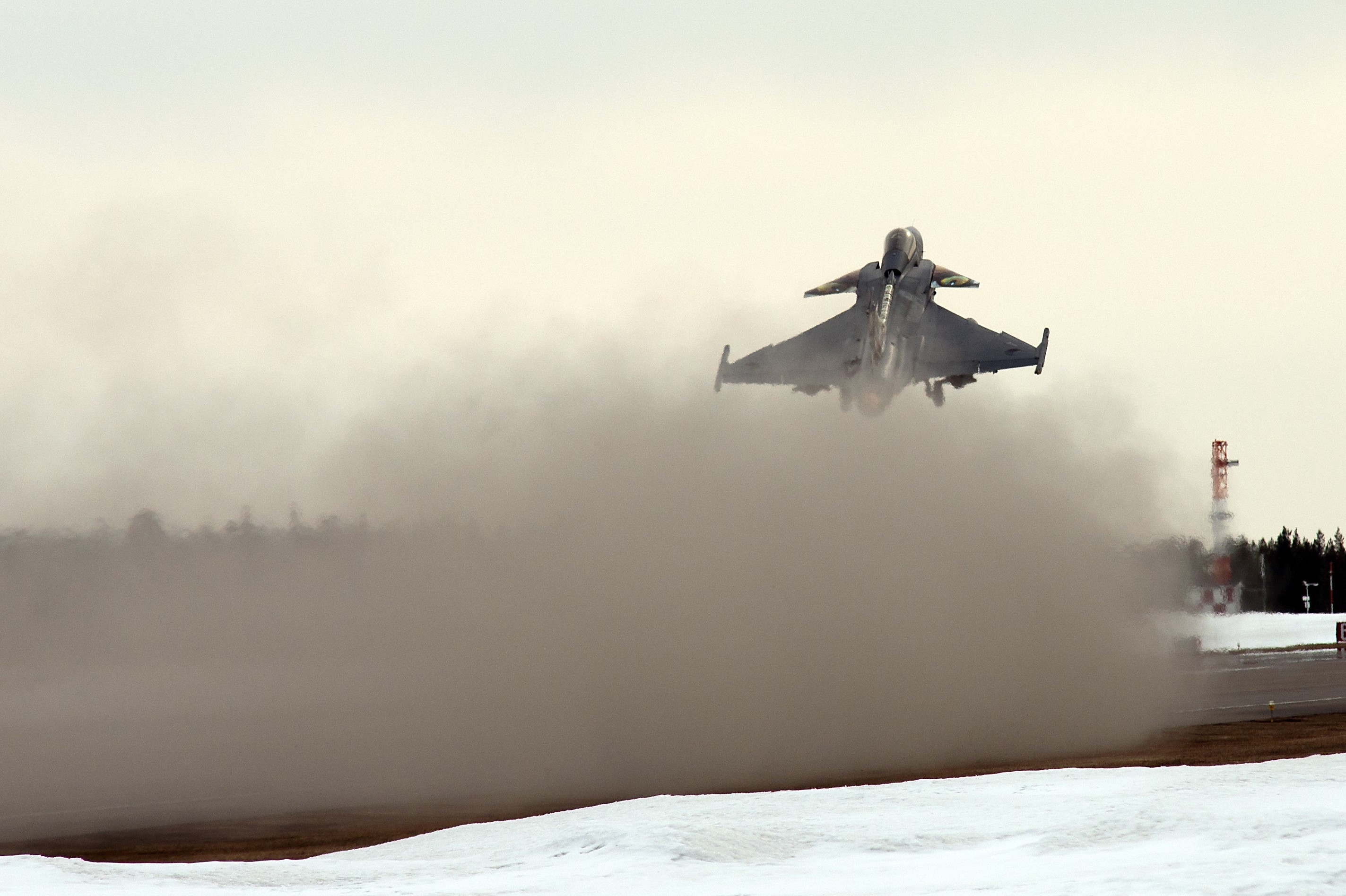
離陸するグリペン

冷戦期のスウェーデンでは、ノルディックバランスに則った軍事的中立政策路線を採っており、国防には専守防衛かつスウェーデン単独で防衛するという前提条件が課せられていた。
戦闘機には地理的に近接しているソ連軍などの仮想敵からの先制攻撃への高い抗堪性 が必要とされた。国内各地の山をえぐり貫いて作ったシェルターへ分散配備し、北ヨーロッパのような寒冷地の冬期の作戦にも対応できるよう、最終的な要求としては、雪に覆われた長さ800 m、幅17 mの高速道路の直線区間に離着陸できることが求められた。このため短距離で離着陸（STOL）できる能力と狭いシェルターや高速道路脇の臨時作業場などの充分な設備のない場所での整備、そこから短時間で再出撃を実現する高い整備性が最重要とされた。一方で、同世代を上回る格闘戦能力、長大な航続距離、当時すでに主流だったステルス性の考慮などは予算の兼ね合いで妥協、ネットワーク中心の戦いへの対応は後のアップデートにより実現させることになった。
開発に合わせ1980年代前半から「基地90（Bas 90）」と称する飛行場の分散計画が推進され、一部の新規高速道路は代替滑走路を前提として建設された。これらの道路は長さ800 m・幅17 mの直線区間を必ず有しており、直線区間には給油所や駐機場となるスペースが併せて整備された。この種の短距離滑走路は国際的活動に対応するため離着陸訓練にも利用されていたが、このような運用思想がかえってコストを押し上げる要因となってきたことから、2004年に高速道路の使用を廃止したが、2015年からは訓練を再開した。

### 経緯
グリペンはサーブ 37 ビゲンの後継として1980年から開発を開始し、1981年に機体初期提案がまとまった。政府は翌1982年に提案を承認し、試作機5機と量産型30機の開発契約を締結した。
試作初号機は1988年12月9日に初飛行を行った。試作初号機は1989年2月3日の試験飛行中にフライ・バイ・ワイヤを制御するプログラムの欠陥によりパイロット誘導振動 (PIO) を起こして着陸に失敗し、大破した。その穴埋めとして、冷戦終結直後の1992年に初飛行したJAS 39A量産初号機を試験に使用することとなったため、さらに1993年に初飛行した量産2号機が実質量産初号機となったが、この機体も試作初号機と同一原因により8月8日に墜落した。制御プログラムの修正のために生産計画は大幅に遅れ、1995年予定の最初の飛行隊の発足は1年遅れの1996年となった。なお複座型のJAS 39Bは1996年に初飛行を行った。
最新型は基本性能を向上させアビオニクスなどを改良したマルチロール戦闘機「グリペンE」として製品化され、スウェーデン空軍のほかにブラジル空軍が発注しており、2016年5月にロールアウトした。

## 特徴

### 機体
グリペンはビゲン同様のカナードとデルタ翼の組み合わせであるクロースカップルドデルタ形式としている。カナード全体が昇降舵のように可動する全浮遊動式となっており、これは戦闘機タイプの機体では通常の水平尾翼でも主流となっている形式である。着陸時には最大前傾によりカナードを「直立」状態とすることで、エアブレーキとして機能する。
機体の構成素材はアルミ 59 %、CFRP 20 %、チタン 8 %、鋼材 8 %、その他 5%となっている。CFRP（炭素繊維強化プラスチック）は主にカナード、主翼、尾翼に使用している。その他素材の主なものとしては、レーダーカバーのGFRP（ガラス繊維強化プラスチック）、尾翼先端のAFRP（アラミド繊維強化プラスチック）、キャノピーのアクリル樹脂がある。バードストライク対策としてキャノピーは厚さ9 mm、前方のウィンドシールドは厚さ26.5 mmを確保しており、重さ1kgの鳥が相対時速1,000 kmで衝突する衝撃に耐えられる。キャノピーは左側にヒンジを有する横開き式が採用された。
操縦系統は3重のデジタル・フライ・バイ・ワイヤとアナログの1系統の計4系統。操縦データは32bitマイクロプロセッサ 68040が処理し、テキサス・インスツルメンツのDSP TMS320C30が入出力とバックアップを行う。
運動性を高めるためにピッチ方向の静安定性をあえて弱めた空力設計の機体を、飛行制御装置 (FCS) により制御して安定飛行を可能とするCCVとなっている。FCSの操縦への介入度合いは荷重制限（G）と運動制限（迎え角と横転率）から6段階のパフォーマンスグループ（PG）に分かれている。A（荷重制限無し、運動制限無し。軽戦闘）。B（荷重制限無し、運動制限緩和。重戦闘）。C（荷重制限無し、運動制限有り。軽攻撃）。D（荷重制限有り、運動制限有り。通常）。E（荷重制限やや強い、運動制限有り。重攻撃）。F（荷重制限最大、運動制限最大。戦闘損傷など）。飛行中に任務と荷重の変化に応じてパフォーマンスグループを自動的に切り替えて常に安全で最高の性能を発揮出来るようにしている。一方でFCSによる制御を前提とした機体であるため、試作機においてソフトウエアのバグによる複数回の事故を起こしている。
前任機のビゲン同様、有事には高速道路の直線部分を滑走路として使用する前提として設計された。逆噴射装置を持つビゲンに対し、それを持たない本機は、短距離離着陸能力では多少とも劣っている。しかしながらビゲンは山中の低いシェルターに収めるため垂直尾翼を左に倒す機構も採用するなど運用手法に最適化した設計により重量が増加してしまい、その対策として降着装置の前部を並列2輪、後部を直列2輪とするなど構造を強化したことでビゲンの最大離陸重量は20,450 kgに達した。これにより滑走路として使用するには高速道路に補強が必要となり、実際にビゲンを運用できる区間は全国に44ヶ所ある特別に強化された部分に限られていた。これを教訓にグリペンでは、A/B型で最大離陸重量12,500 kgと、満載の中型トラックと大差ない重量に抑えることで強化工事を不要とし、結果として滑走路として利用できる高速道路区間は増加した。また軽量化に伴い後部の降着装置は1輪（E/F型の陸上運用タイプでは前部も1輪に変更）となり、これも重量の軽減に貢献している。また、ビゲンの後部降着装置は2輪のタイヤを収める関係上、降着装置を翼下中央付近に設置しタイヤを翼の付け根に引き込む方式のため翼部の重量が増加し、ハードポイントを設置できないスペースが存在したが、1輪となった本機では胴体引き込み式（E/F型では翼の付け根）に変更したことで翼部の重量が減少し、翼下のスペースを有効に活用することが可能となった。

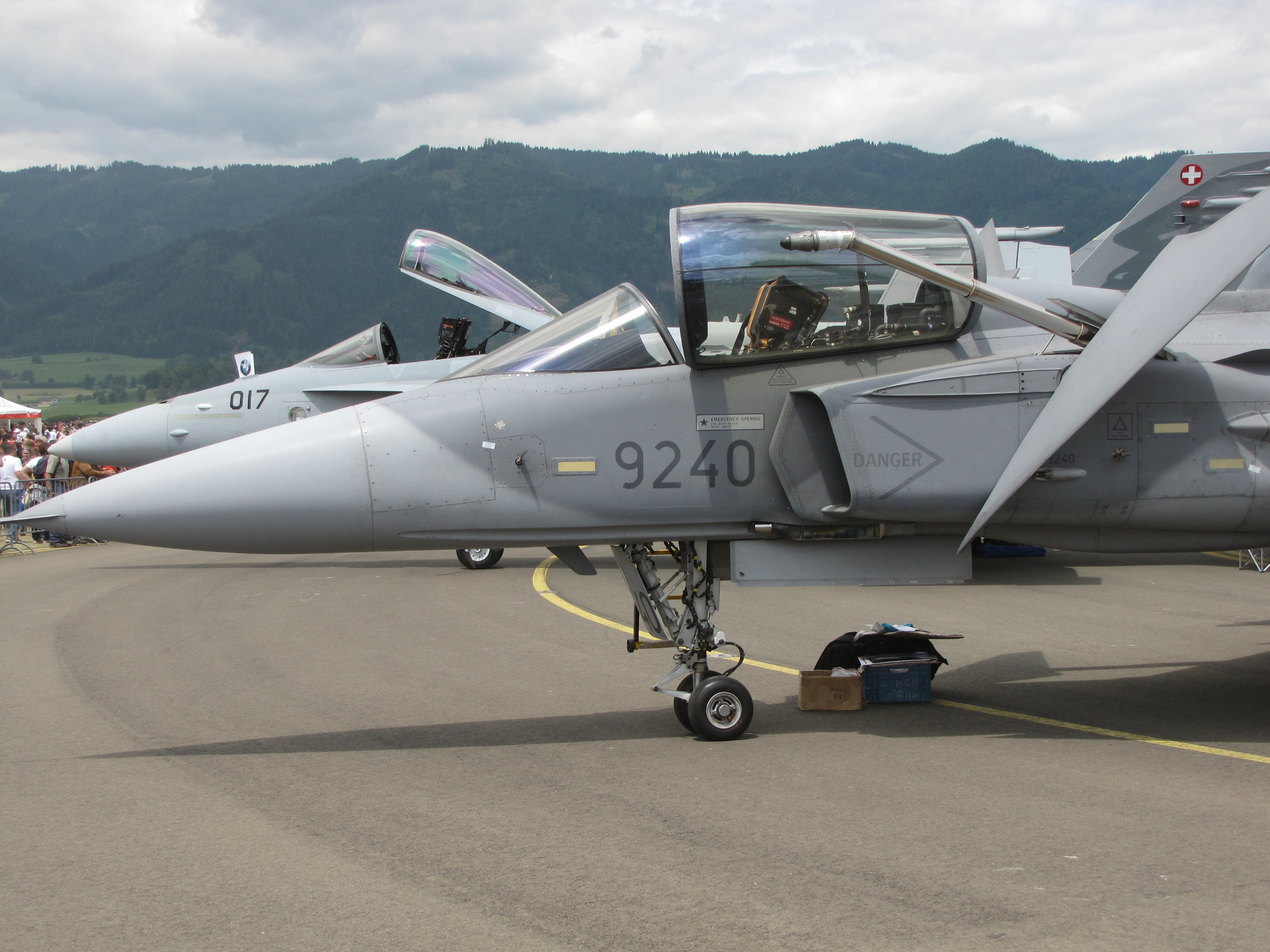
カナード（横）と空中給油プローブ
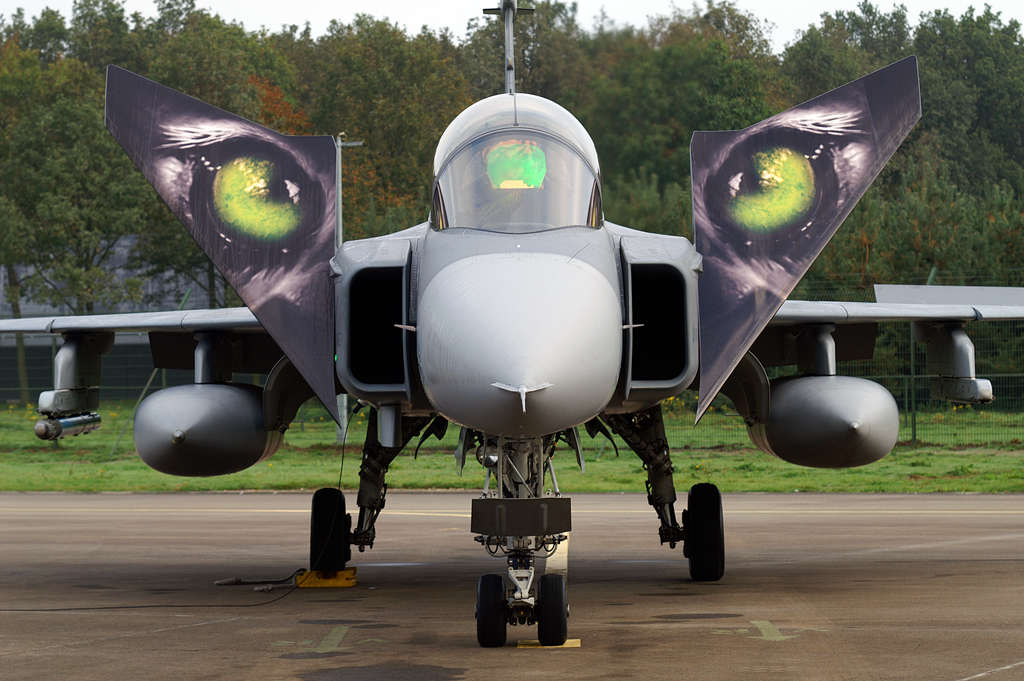
動物の目を描いたカナード（正面）
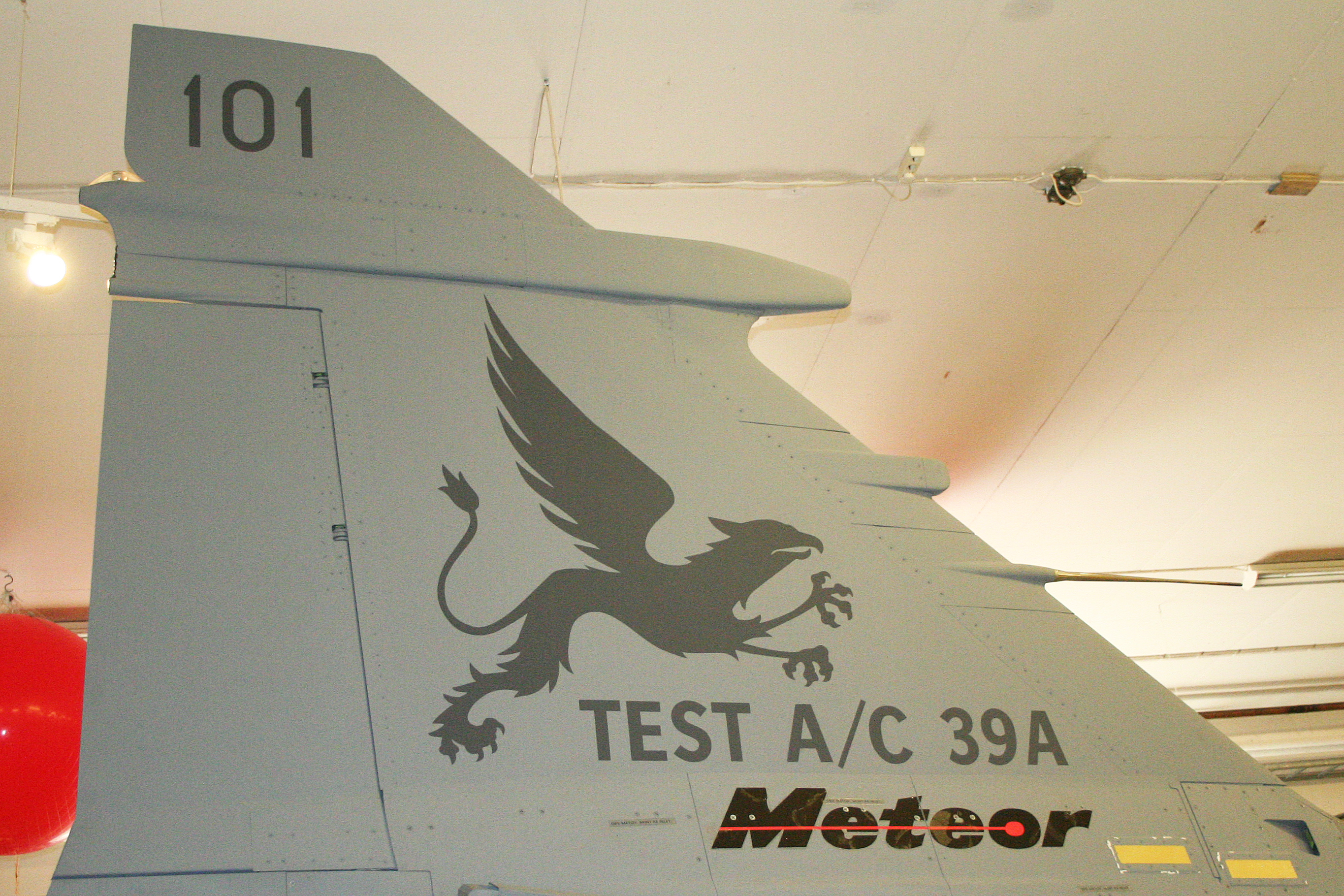
グリフォンを描いた垂直尾翼（初号機）
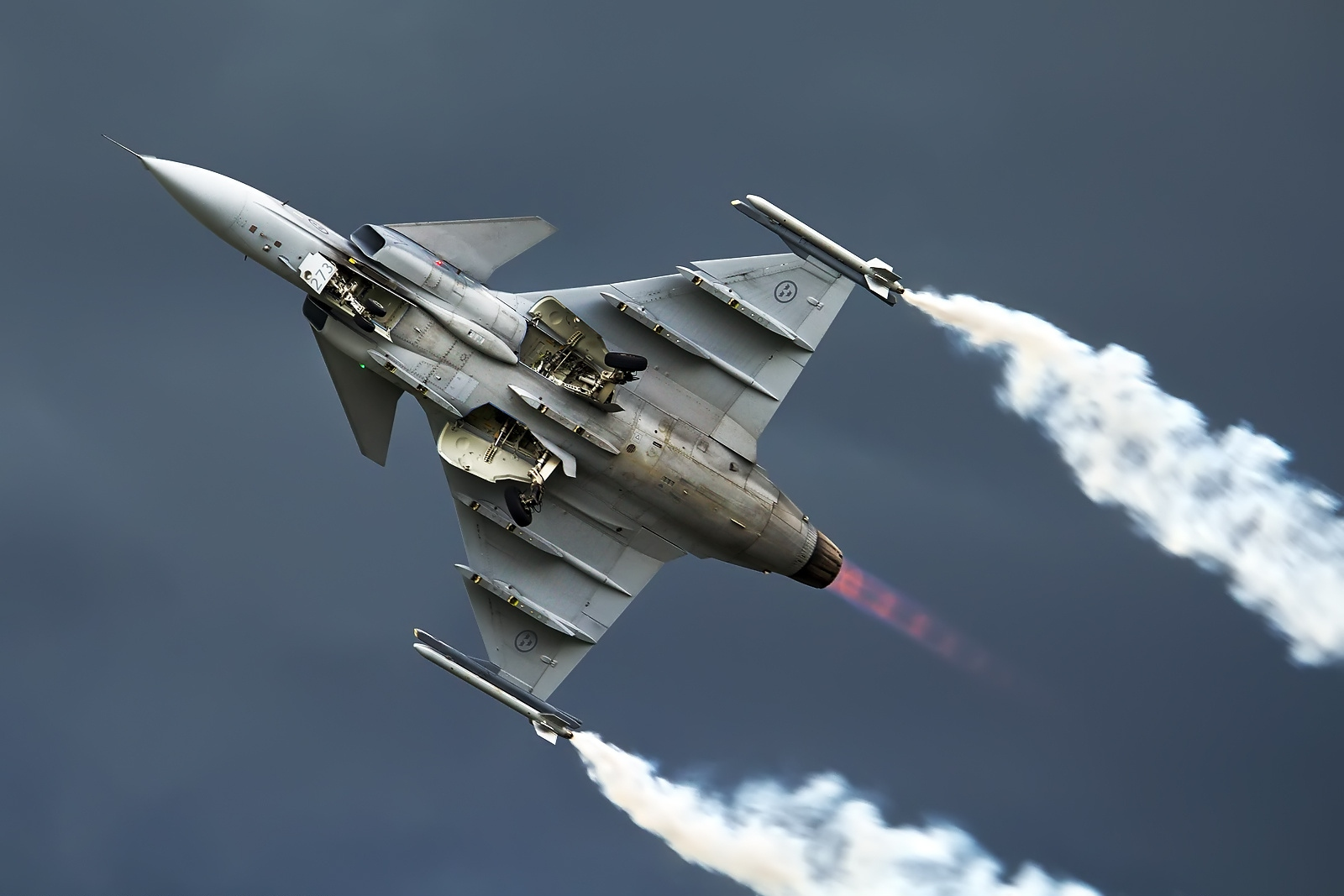
下面
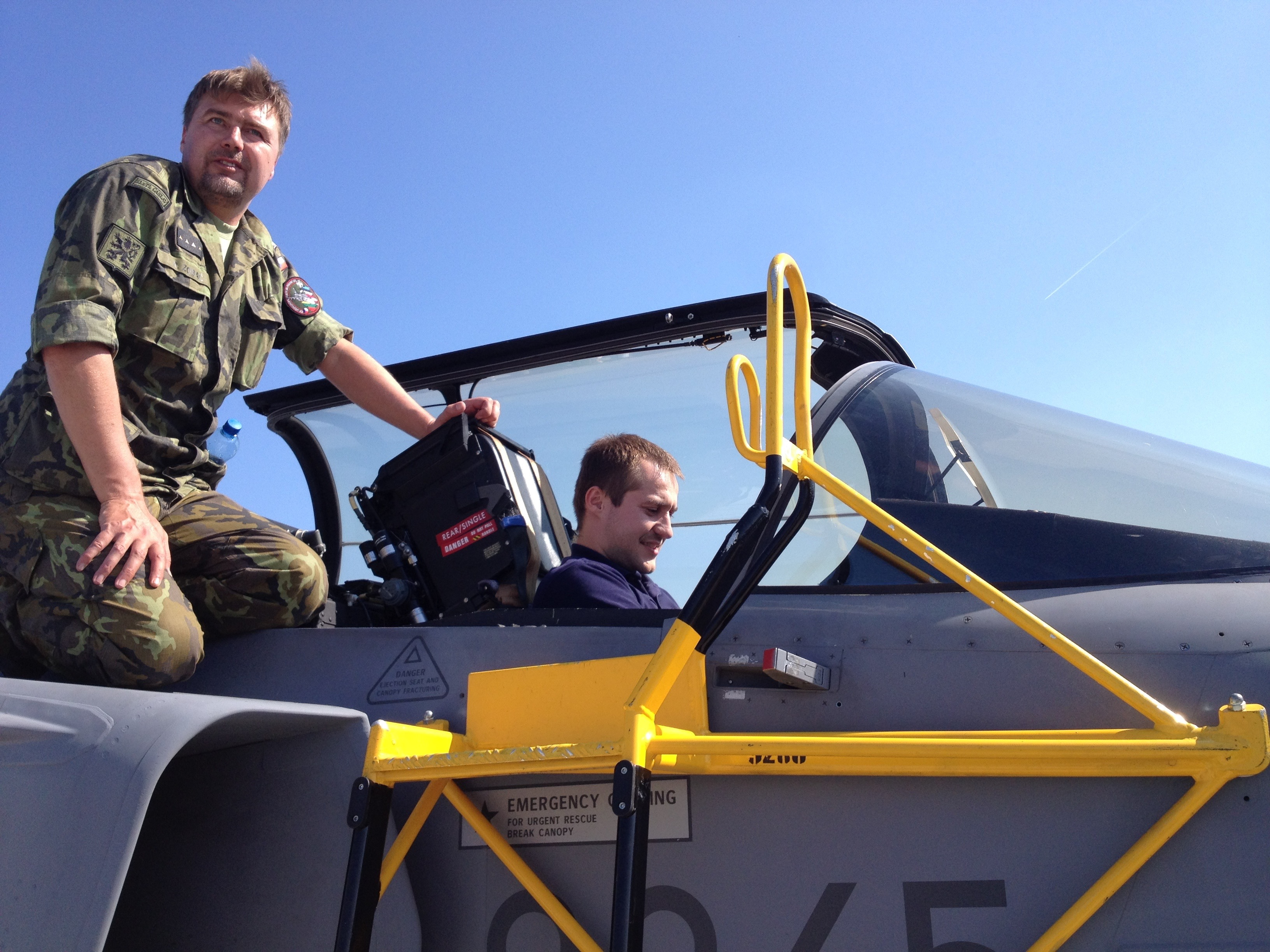
操縦席に座った状態
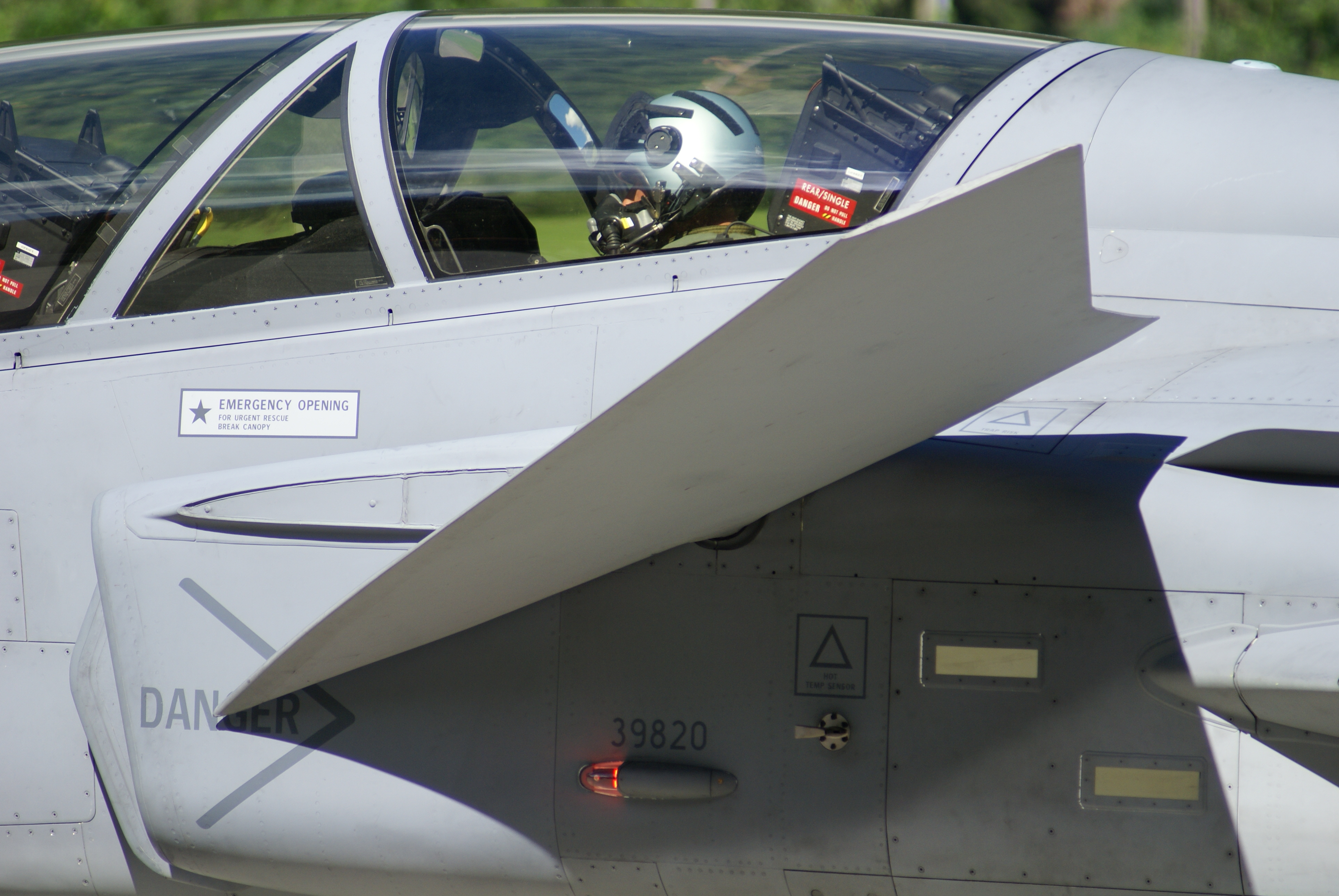
複座型

### コックピット
コックピット内艤装にはHOTAS概念を採用している。操縦桿は左右に7度ずつ、手前に9度、奥に13度可動し、一般的な操縦で使う「通常レベル」と精密な火器操作を行う「低レベル」の2種類の感度に切り替えられる。また、内蔵するトルクモーターによりパイロットがシステム上出来ない操作を行うことのないように制限する。スロットルレバーには14の機能操作を集約しており、グリップ部のポインティング・スティックで多機能ディスプレイ（MFD）に表示されるカーソルを操作する。
ヒューズ社とエリクソン社共同開発の250×280 mm回折型HUD（D-HUD）、及び、A/B型では127×152 mmモノクロ・ブラウン管のEP-17Mk.1/2、C/D型では158×211 mmカラー液晶ディスプレイ（LCD）のEP-17Mk.3/4を搭載する。HUD下のメインモード選択・機体状態表示装置のボタンを押すだけで戦闘、攻撃、偵察の各任務に適した飛行モードを選択できる。
パイロットの加速度耐性を向上させる為に射出座席は27度後ろに傾けて取り付けられ、搭載されたマーチンベイカー社製Mk.10L Sタイプ（S10LS）射出座席はロケットモーターにより射出後0.19秒の間に18 - 20Gで加速。点火から0.25秒後にはキャノピーを破壊して外に飛び出し、2秒後には機体から約70 m離れる高度0、速度0からの脱出能力を発揮する。複座のB/D型では前席射出時の燃焼炎や破片への対処のために前後席の間のキャノピー枠からエアバッグを展張する。

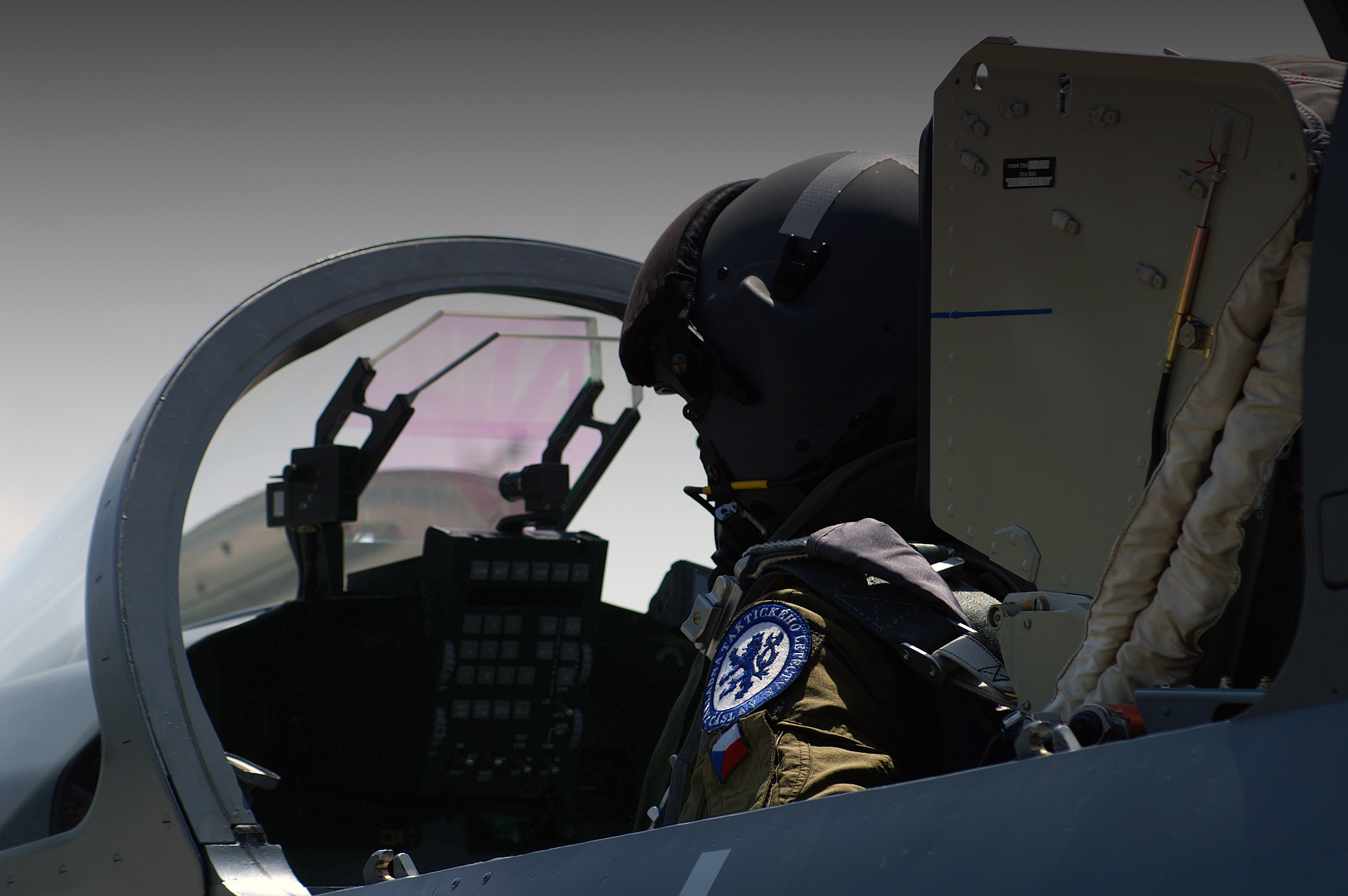
コックピット
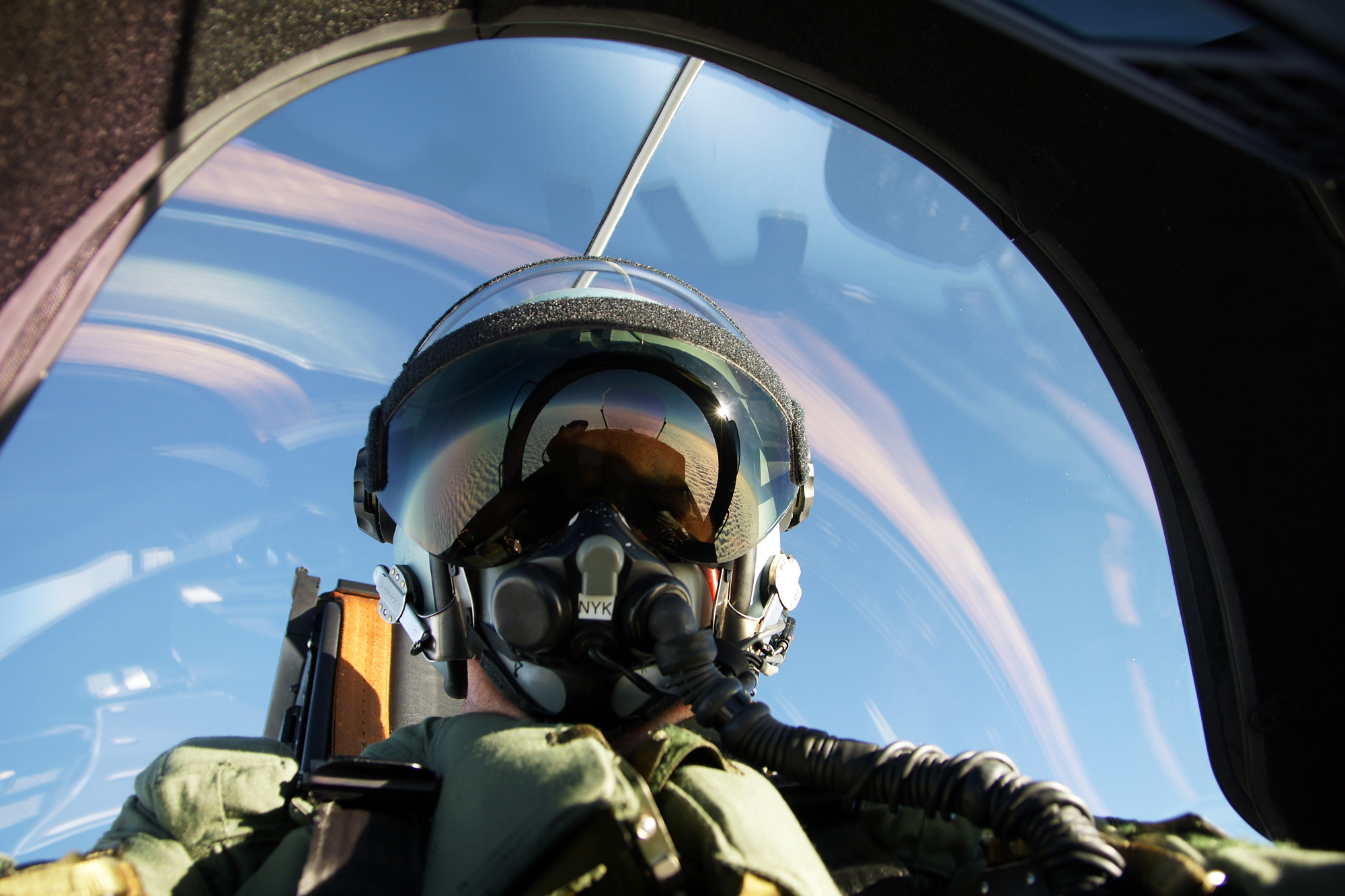
ヘルメット
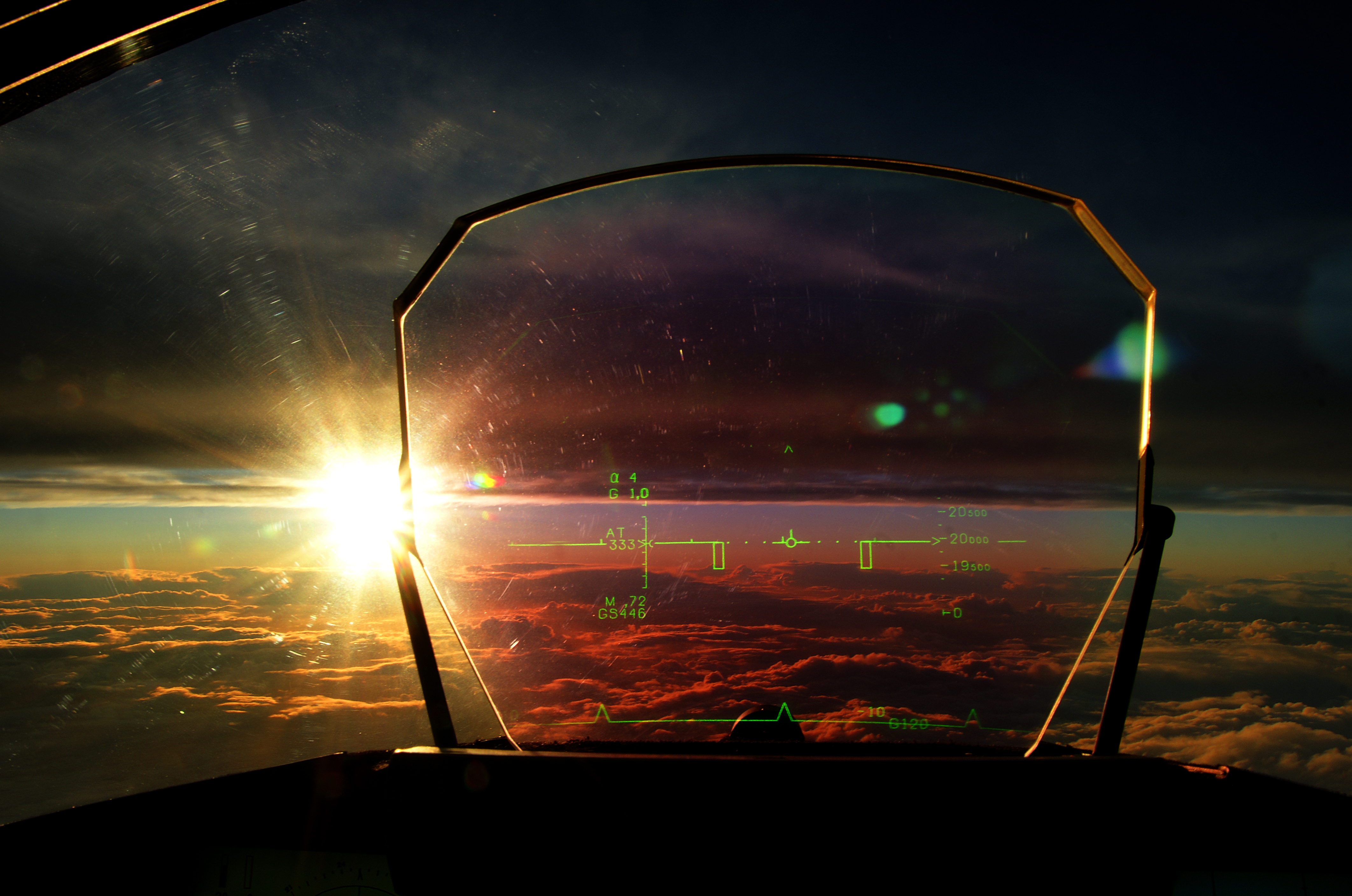
D-HUD
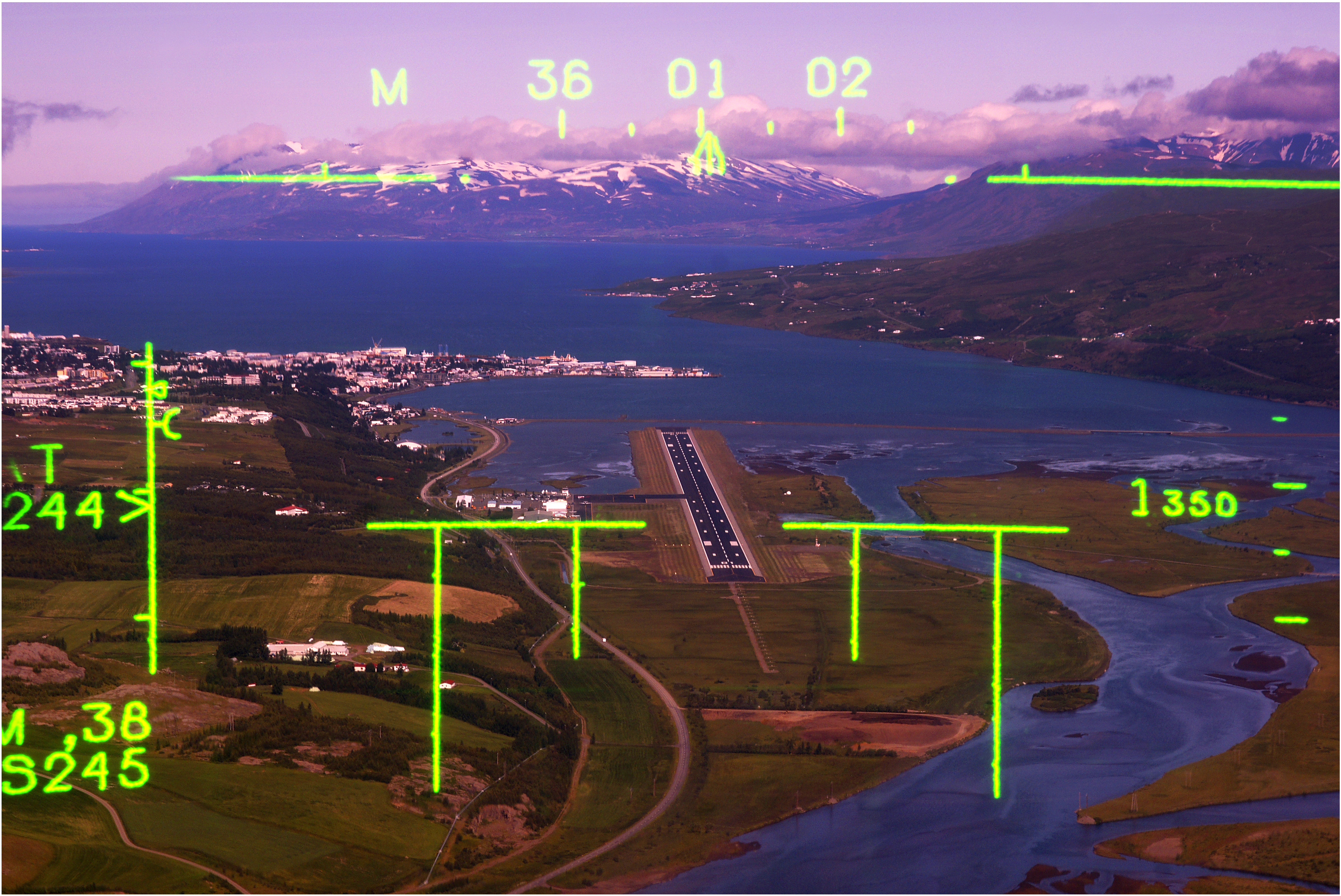
HUDの表示

### エンジン
A/B型およびC/D型のエンジンは、米海軍機F/A-18（レガシーホーネット）等が搭載するアメリカ製ゼネラル・エレクトリック F404-GE-400 ターボファンエンジンを、スウェーデン企業であるボルボ・エアロ(2012年から英国のGKN傘下)が改良したRM12を1基搭載している。機体とは3本のボルトで固定されている。
双発機向けのエンジンを単発で運用するために、吸気流量を約10 %、排気流量を約15%増大することで推力を1万6,000ポンドから1万8,000ポンドに増強した。また単発機の弱点となりやすい生残性を極限まで高めるために、制御システムは機械油圧式と電子式を併用して、冗長性を50 %から90 %に向上した。整備性の向上のため、全13箇所中12箇所には機体に搭載したまま使用可能な内視鏡の覗き窓を追加し、個別交換可能な7つのモジュールでエンジン本体を構成している。また、内蔵する20個のセンサーで取得したデータを、飛行5回ごとに自動でダウンロードして整備や改良などに使用する。
C/D型から、米国国防総省が技術提供を許可しなかったためにボルボ社がGE社の協力のもとで自主開発した全自動デジタルエンジン制御（FADEC）を搭載した。また、フレームホルダーを空冷式に換装して寿命を約3倍にしたり、エンジン排気温度を下げてノズルからの赤外線放射の抑制を図ったりしている。
E/F型からは、F404シリーズの発展型でF/A-18E/F（スーパーホーネット）が搭載するゼネラル・エレクトリック F414を、同じくグリペン向けに改良したF414-GE-39Eエンジンを搭載する。この改修によりミリタリー推力の20 %増大を達成し、アフターバーナーに頼らないマッハ1.1での超音速巡航が可能となった。

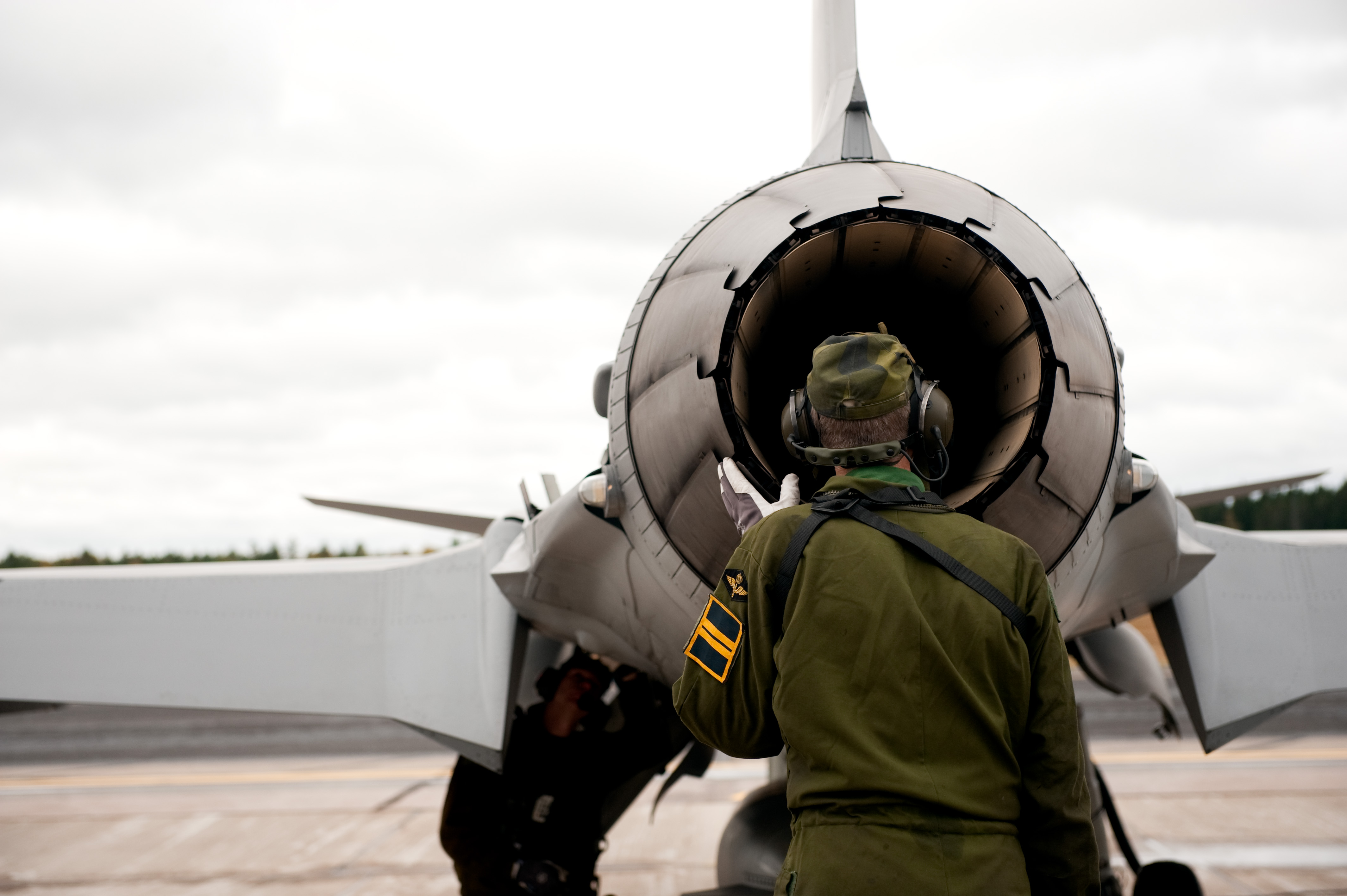
エンジンノズル（RM12）
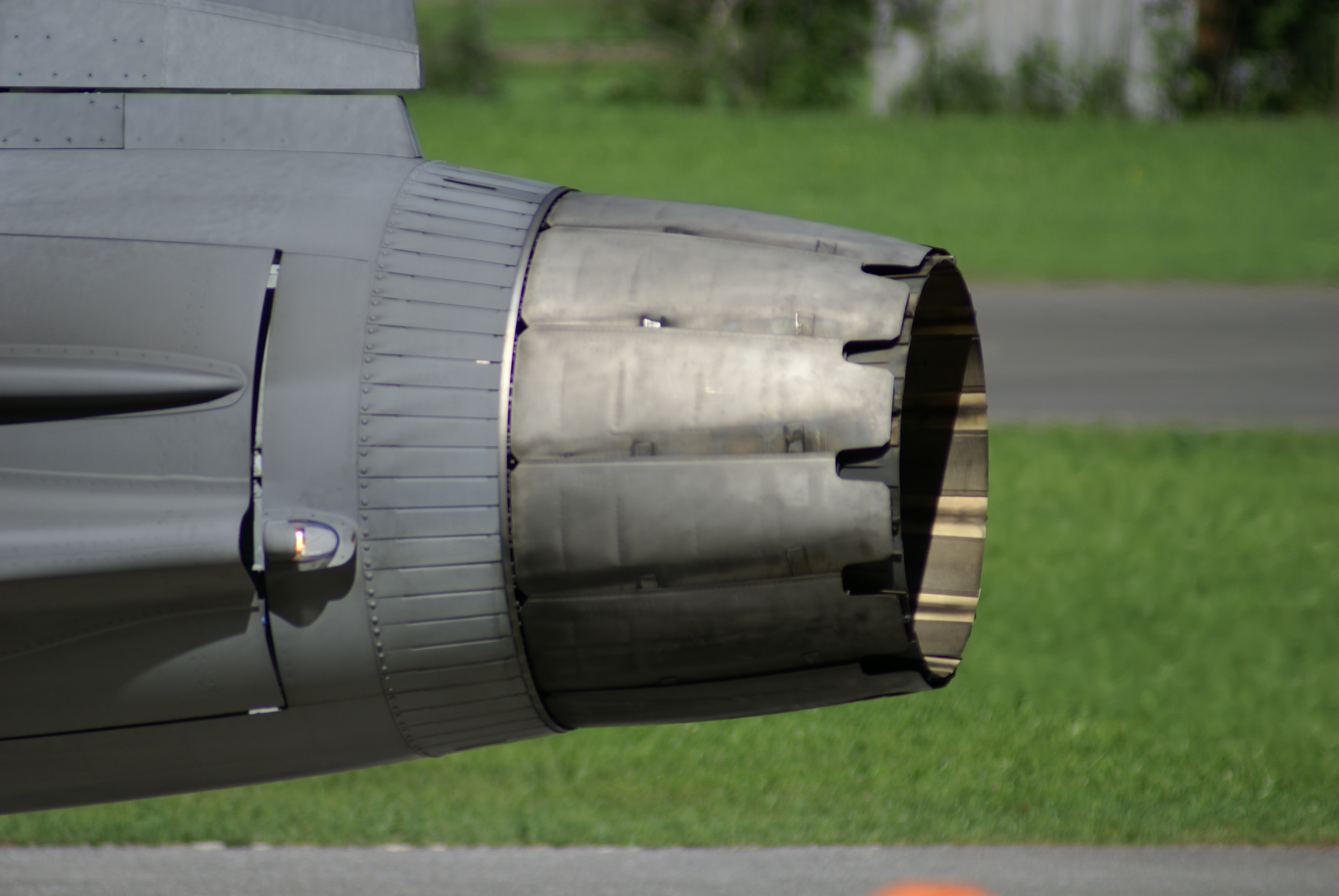
エンジンノズル（RM12）

### 電子機器
当初からネットワーク中心の戦いが念頭に置かれていたが、コスト増を防ぐためにアップデートでの対応とした。このためアビオニクスの拡張性が高く、導入国は自国のニーズに合わせた製品を導入することが多い。
中央情報処理装置はエリクソン社が汎用コンピューターを航空機用にしたSDS-80 D80Eを搭載する。CPUはパスカルD80（駆動周波数266 MHz）3基、HDDは160 MB（320MBまで拡張可能）、メモリーは64MB、PROMは32MB、毎秒通信速度1MBのMIL-STD 1553Bデータバス3基で接続している。C/D型からは中央情報処理装置をMACS D96に換装した。これはPowerPCプロセッサ（駆動周波数266MHz）を使い、データバスを5基に増加することで処理速度を約10倍に向上している。
プログラムは初期は「Ada83」、2002年以降は「Ada95」で記述されており、プログラムサイズはグリペンNGで300万行以上になっている。交信記録や飛行データの記録はA/B型でのHi8アナログビデオレコーダーからC/D型で「DiRECT」デジタル記録方式によるマルチメディアカードに更新された。データは飛行中でもデータリンクによりTCP/IP形式で地上に送信され、万が一墜落したとしても墜落直前まで地上で受信、記録出来る。マルチメディアカードは埃や水に対し耐性があるものの墜落時の衝撃には耐えられない。C/D型からユーロファイター タイフーンで採用しているヘルメット搭載表示器（HMD）「ストライカー」の発展型「コブラ」に対応している。「コブラ」は「ストライカー」より軽量化されており、両眼に視野40度の表示領域を映し、対地、対空兵装の照準や速度、高度など飛行諸元を表示する。ヘルメットの凹凸には頭部の位置を感知する為の磁気センサが内蔵されている。2007年より南アフリカ空軍で運用が開始され、同年スウェーデン空軍でも発注された。
ブラジル空軍はブラジルのAEL SISTEMAS（AEL）社のタルゴ HMDを採用し、スウェーデン防衛素材管理局(FMV)もE型用として同様に発注、2022〜2026年に配備運用される予定。
レーダーは、エリクソン社が開発したPS-05/Aを搭載する。探知距離はスウェーデン空軍発表でF/A-18C/D搭載のAN/APG-65よりは短いものの、ミラージュ2000のRDYより20%、F-16のAN/APG-68より40%長い。空対空で8モード、空対地で7モードあり、空対空では毎秒60度の走査が可能となっている。C/D型からは信号処理装置をASIC社がパスカルで組んだD80からマーキュリーコンピューター社のPowerPCを使ったレース(RACE)に変更したMk.3となりデータの処理速度が向上、Mk.4は探知距離を約30%向上し合成開口（SAR）モードが追加された。また、フロントエンドのアクティブ・フェーズドアレイ・アンテナ（AESAアンテナ）への変更も志向された。まず2008年、タレス社のRBE2-AA（ラファール搭載のレーダー）のアンテナをPS-05に統合したモデルがグリペンDemoに搭載されたが性能に満足できず、またラファールとグリペンが輸出市場で競合していることから、これは量産に移行しなかった。その後、SELEXガリレオ・アヴィオニカ社のブルーヴィクセン・レーダーのAESA試作機の成果を反映したPS-05 AESA（後にES-05「レイブン」と改称）が開発された。約1,000個の窒化ガリウム（GaN）送受信素子で構成され、同社が開発したCAPTOR-E（ユーロファイター タイフーン搭載のレーダー）同様アンテナ部の間にあるスワッシュプレートが機械的に可動することで、上下左右約100度という非常に広い視野を有している
E/F型からは、内装式のSELEXガリレオ・アヴィオニカ社(フィンメッカーニカ・グループの企業。現在は社名をレオナルド S.p.Aに変更したフィンメッカーニカによりスカイワード-Gが販売されている)のスカイワード-GIRSTが搭載される。スカイワード-Gはユーロファイター タイフーンが装備するPIRATE（赤外線捜索追跡装置）やSELEX製の陸上および船舶用IRSTを参考に開発されたもので機首のコックピット前方にやや右側にオフセットされる形で装備される。左右に160°上下に 60°の視野をもっており、200目標の追跡が可能である。スカイワード-Gは2014年3月31日、グリペンEデモンストレーターに載され試験が実施された。
電子戦装備はエリクソン・サーブ社製EWS-39で4基のWing Tip Unit (WTU) と1基の電子戦管制装置（EWC）で構成される。Wing Tip Unitはレーダー警報受信機（RWR）を含む。レーダー警報受信機は初期の広域帯受信型のAR830から、1999年以降より広い帯域に素早く対応出来る狭域帯受信アンテナを追加したBOW-21に変更された。BOW-21は対象周波数帯域2〜20GHzのデジタルRWRで、リアルタイムでレーダパルス列分離を行いデータベースから発信源を特定する機能を持つ。RWRコンピューターは民生用パーツを使い、またリアルタイムオペレーティングシステムも民生にも使用されるVxWorksを使っている。また、WTUはECM機能も持っている。EWCUはECM機能を持たないがデータバスを介してチャフ/フレアの射出を制御する。オプションでデジタル周波数記憶機能、妨害波発振器、反復妨害波発振器、出力ステージモジュールを追加出来る。
EWCUの制御する対抗手段としては、BOL(マルチミサイルランチャー(MML)後端に内蔵しチャフ/フレアを160発搭載)。BOP/B（BOY402。主翼下面の外舷側パイロン後端に内蔵した直径55 mmのチューブ6本にチャフ/フレアを12 - 18発や曳航式デコイBO2Dを搭載）。BOP/C （BOY403。右舷胴体後部の主翼と繋がる張り出し部に3基、下面に1基内蔵しチャフ/フレアを各20〜40発収納）がある。
セルシウス・テック社製曳航式デコイBO2Dは重量は2 kg以下で約100 m伸縮するワイヤーにより超音速飛行時も曳航可能となっている。EWS39と双方向通信を行い射出後も発振モードを変更できる。BO2Dは1997年3月に開発を完了しており、E/F型からSELEX-ES製の新型デコイ（Brite Cloud expendable active decoy）を装備する。
ソフトウェアをアップデートすることで電子戦能力を維持し、ステルス性能の低さを補っている。

### 整備性
維持・運用経費の削減にも注力された結果、先代のビゲンと比較によると、空軍の整備拠点に搬送しての整備を1段階減らしている。平均故障間隔（MTBF）約7.6時間、平均復旧時間（MTTR）約2.5時間となり、48時間の作戦行動における稼働時間が約38時間と約54.5%運用効率が向上している。従来の第4世代戦闘機と比べると、平均故障間隔（MTBF）で30 - 50 %優れ、飛行時間あたりの必要整備人員が半分から三分の一、作戦運用効率は25 - 30 %高くなっている。
整備機材一式はコンパクトに纏められ、整備機材、兵装、整備要員を近距離では大型トラック3台、遠距離ではC-130 輸送機に搭載可能となっている。
空対空装備は10分以内、空対地装備は20分以内でエンジン稼動状態のままでの再装備と給油が可能となっている。エンジン交換は設備が整っていれば取り外しに30分、取り付けに30分で終了する。また小型のホイストと台車があれば3人程度で作業が可能である。
搭載された自己診断装置『Health and Usage Monitoring Systems (HUMS)』を用いることで、検査の省力化が図られている。
1機の整備要員は正規の技術士官または整備兵1名をリーダーに召集兵5名からなる小チームにより、エンジンの完全なオーバーホールや制御プログラムの書き換えなど専門性が非常に高い作業を除きほぼ全ての整備が可能。また臨時召集された者でも機械整備の経験者ならば短時間で理解できる設計とするなど、緊急時の整備性に重点が置かれている。ユーザー側で出来ない整備はエンジンオイルの成分検査、射出座席のパラシュートの梱包などごく僅かである。
再出撃までの時間を短くすることが設計段階から考慮されており、同世代機が2～3時間ほどかかるところを10～20分程で終了するため整備員に負担がかからず結果として少ない数での運用が可能となっている。

## 各型
JAS 39A
単座型。スウェーデン空軍名称はAdam。
バウロス1、バウロス2/バッチ1。バウロス2/バッチ2の3種類ある。サーブ社内名称ではバウロス1はMk.1グリペン、バウロス2/バッチ1とバウロス2/バッチ2はMk.2グリペンと呼称されている。
JAS 39B
複座型。機銃なし。スウェーデン空軍名称はBertil。
胴体が65.5 cm延長されている。後部座席の設置のために胴体の2番燃料タンクを外し燃料容量が3,000 Lから2,850 Lと約5 %減っている。前脚と主脚のホイールベースも70 cm延長され、5.9 mになった。
JAS 39C
単座型。A型の電子装置を改良したもの。
スウェーデン空軍名称はCaesar。バウロス2/バッチ3、バウロス3の2種類ある。サーブ社内名称ではバウロス2/バッチ3がMk.3グリペン、バウロス3がMk.4グリペンと呼称されている。
2002年2月にスウェーデンは中立政策を放棄し、軍もテロ対策及びヨーロッパでの戦争に対して積極的な役割を果たすという新ドクトリンを打ち出している。これに伴い、国外運用およびNATO軍との連携を考慮、プローブアンドドローグ方式の空中給油装置を追加装備している。
空中給油装置は左舷空気取り入れ口のカナード翼取り付け基部にあり、英国フライトリフュエリング社製の望遠鏡式に伸びるブームによる引き込み式となっている。
GPS端末の装備も行われた。
バウロス2/バッチ3では機体構造が変更されている。APUはハミルトン・サンドストランド社製のT-62T-46LC-1に変更している。
データバスを5本に拡張し、コックピット表示装置がアクティブマトリクス式のカラー液晶EP-17 Mk.3に変更され、計器表示が英語に変更され、暗視スコープに対応し、機上酸素発生装置を搭載し、パイロンにチャフ/フレア射出器を装備し、コミュニケーション&データリンク39（CDL 39）を装備し、ローデ&シュヴァルツ シリーズ600 UHF/VHF無線機を搭載し、NATO互換の敵味方識別装置（IFF）に変更し、多気候に対応した。
バウロス3ではコックピット表示装置をEP-17Mk.4、飛行記録装置をMMCにMPEG-2で動画記録するDiRECTに変更した。新機上航法装置（NINS）と新計器着陸装置（NILS）を搭載し、電子戦装置をEWS39に変更され、NATO互換パイロンに変更され、対応兵装が増加し、機内環境電子制御装置（GECU）が搭載され、降着装置が強化され、最大離陸重量が1万4,000 kgに増加された。
降着装置は英国プレシジョン・ハイドロリックス社（APPH）製で前脚、主脚の両方にブレーキが付いている。今回は素材と部品分割が変えられブレーキが強化されている。
MS20改修では、ミーティア、GBU-39小口径爆弾（SDB）、SPK39モジュラー偵察ポッドの運用能力が付加され、CBRN防護システムと地上衝突回避装置（GCAS）が追加されている。
JAS 39D
複座型。C型同等の改良を、B型に施したもの。
スウェーデン空軍名称はDavid。A型とB型の違いと同様に、D型もC型と比べて全長が65.5 cm長く、空虚重量が約300 kg増加している。
グリペンDemo
グリペンNGの先行試験機。複座型をベースに2008年4月23日にロールアウト、同5月27日に初飛行した。エンジンがRM12からF414G(アフターバーナー推力22,000 lbf（98 kN）)になり、空対空形態でM1.2の超音速巡航を達成した。レーダーをPS-05/AからSELEXガリレオ・アヴィオニカのES-05レイブンAESAにレーダー換装。エリクソン社製機上多機能自衛アビオニクス（MIDAS）がレーダーと組み合わされている。さらに主脚を再設計し、格納位置を胴体部分から主翼付け根部分に移動させる事でエアフレームを流用したまま燃料搭載量が40%(2,400 lbs (1,000 kg))増加し空対空形態での戦闘行動半径が1,300 km（30分間の戦闘を含む）になった。ノーズギアも2輪から大型単輪に変わり、滑走路に設置する非常用停止ケーブルが使えるようになった。また、主脚の格納方式の変更に伴い、胴体下のハードポイント数が胴体中央1個から胴体左右2個に増加し兵装搭載量が13 %増加。最大離陸重量が18 %増加して16,500 kgになった。主翼 – 胴体フレームは主翼途中の内側パイロンまで延長され、そこで外翼と繋がるようになった。胴体の膨らみも僅かに変更され燃料タンク容量を少し増やしている。これらの機体再設計で搭載荷重が増えたにもかかわらず、空虚重量を減らすことに成功した。
JAS 39E/F（グリペンNG）
グリペンDemoの改修を基にさらなる改修を施した発展型。機体性能を落とさず軽量化を果たしたグリペンDemoの成果を踏まえ、当初のコンセプトからは離れて機体を大型化した（従来の複座型クラスの機体を単座型として運用）。これにより最大離陸重量は16,000 kg超と、ほぼ初期型F-16相当の規模にまで拡張されている。C/D型からの最大の変更点はF404の後継にあたるF414-GE-39E（F/A-18E/Fに採用されているF414系でDemoに搭載したF414Gの改良型）へのエンジン換装で、アフターバーナー不使用の超音速巡航（スーパークルーズ）能力を獲得、SELEXガリレオ・アヴィオニカのAESAレーダーES-05レイブンの搭載、スカイワード-GIRSTなど装備している。コンピュータやアビオニクスはHMDコブラの採用、大型液晶ディスプレイを採用したグラスコックピットによるセンサーフュージョン機能、衛星通信能力・改良型データリンク、デュアルデータリンク、ビデオリンク、改良型電子戦機器、次世代型データ処理、高度なデータ通信、ネットワークセントリック戦術機能などの導入があげられる。さらに2年ごとにソフトウェアをアップデートすることで能力を維持するとしている。
一般的にステルス化には不利とされるエンテ型戦闘機でありながら、改修によってC/D型に比べE/F型はレーダー反射断面積（RCS）を大きく低減させている。既存機のE型への改修と新造機の導入が決定した。スウェーデン政府は2013年1月にE型60機の購入を決定、2018年から軍に引き渡される予定。E型初号機の初飛行は2015年に予定されている。本国のスウェーデン軍は複座型のF型を採用を見送ったため、現時点でF型の採用はブラジル軍のみとなっている。2016年5月18日、E型のロールアウト式典が行われた。
2023年10月6日、スウェーデン空軍向けのグリペンE量産初号機が国防資材局（FMV）に納入された。FMVで試験飛行が行われた後、2025年にソーテネスのF7航空団に配備される計画である。

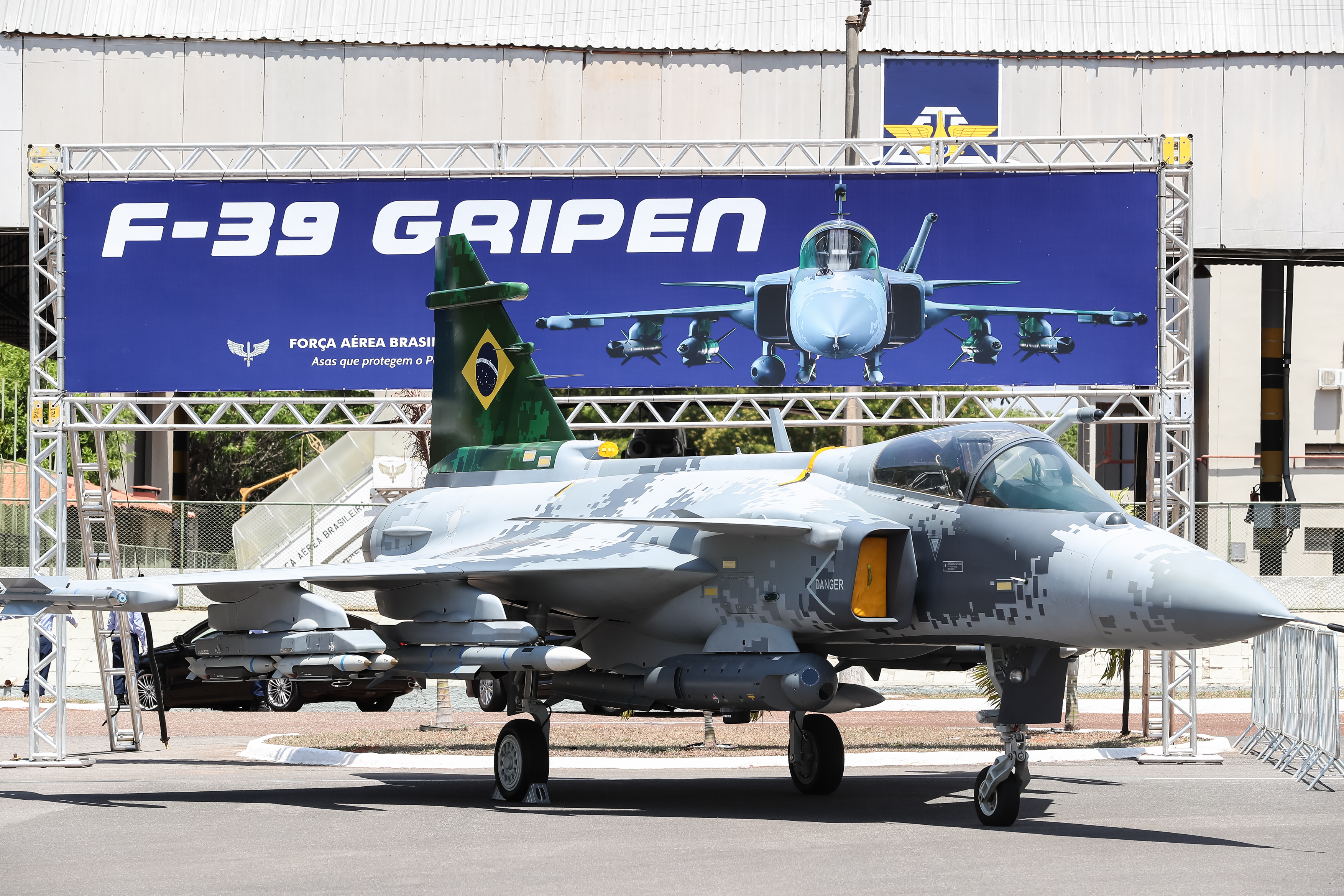
グリペンNGのモックアップ
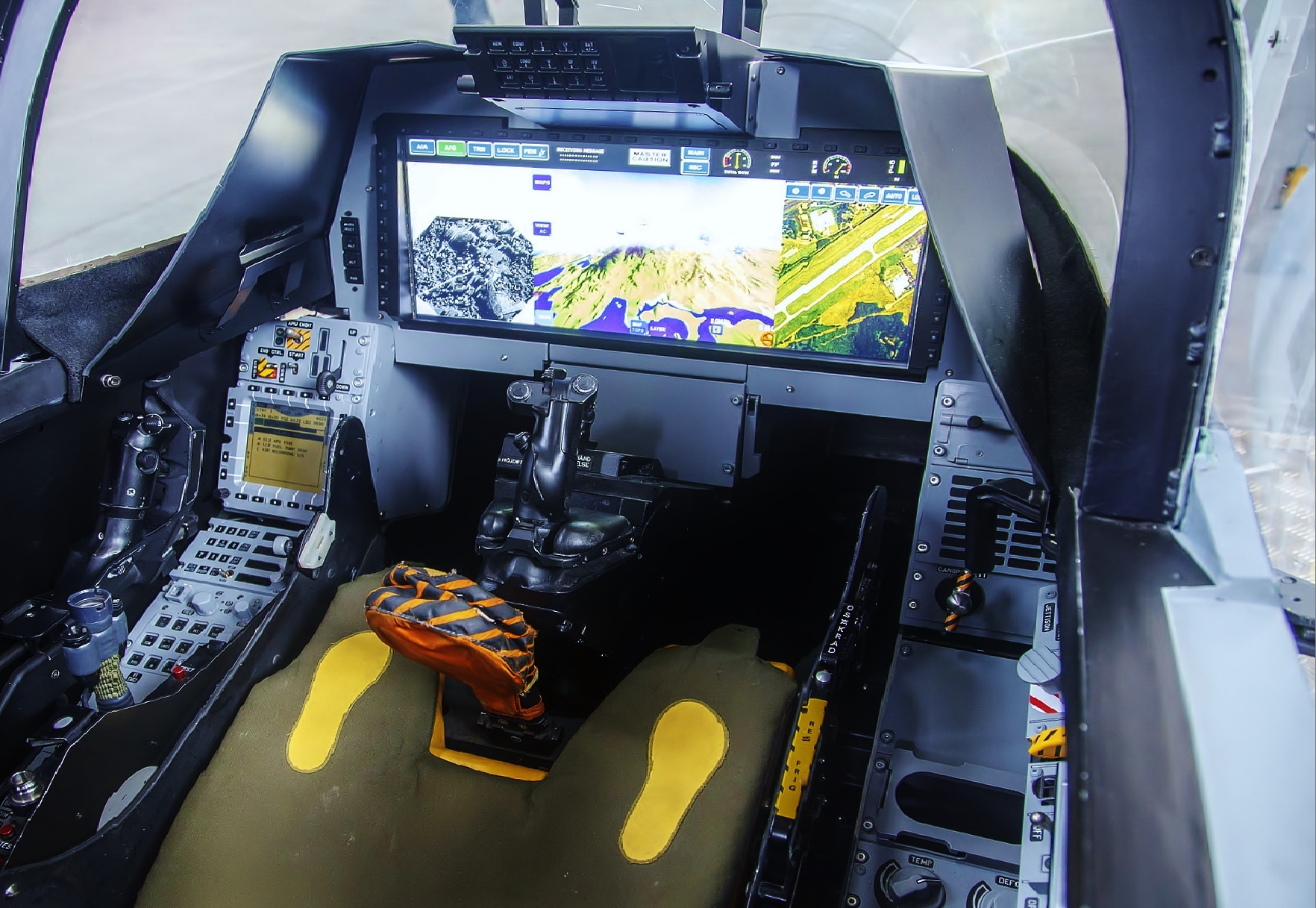
グリペンNGのコックピット

### 計画のみ・開発中の派生型
シーグリペン（グリペン マリタイム）
グリペンNGの艦載型。インド向けに計画されたもので、選定された場合開発が行われる予定であった。インドでは選定はされなかったが、ブラジルのミラージュ2000の後継機として選定されたことにより、ブラジル海軍が運用する空母「サン・パウロ」に搭載しているAF-1の後継として開発される可能性があった。計画はスウェーデンと英国が共同で行い、艦載機としての改造部分については英国のGKNエアロスペース社と契約されている。しかし、2017年に「サン・パウロ」が退役してしまい、2019年時点でグリペン マリタイム（Gripen maritime）という名称で大まかなプランと運用中のCG画像が公開されている。
ベース機の特徴である多彩な武装とメンテナンスコストの低さを重視しつつ、離着艦に対応した着陸装置の強化（たとえばノーズギアがグリペンNGやE/F型で採用された単輪式からA/B/C/D型のダブルタイヤに戻されている）、アレスティング・フックの取り付け、カタパルト射出用アタッチメントの取り付け、腐食対策が予定されている。
グリペン UCAV
D型をUCAV（無人戦闘攻撃機）化する計画。スウェーデン空軍で行なわれている。
グリペン EW
F型をベースにした電子戦機。
グリペン アグレッサー
C型をベースにした仮想敵機型。民間軍事会社による空中戦訓練の支援での使用を想定したもので、兵装搭載能力は持たないがC型と同等のデータリンク/電子戦能力を備える。
P306/P305
2008年6月26日に発表された発展型案。垂直尾翼を双翼、胴体下面中央と両主翼付け根にウェポンベイを設置し、ステルス性と超音速巡航能力を向上しながらも、翼幅約12m、全長17-18mと大型化する。エンジンを双発にしたP306と単発のP305がある。
韓国のKFXとして提案された。

## 運用

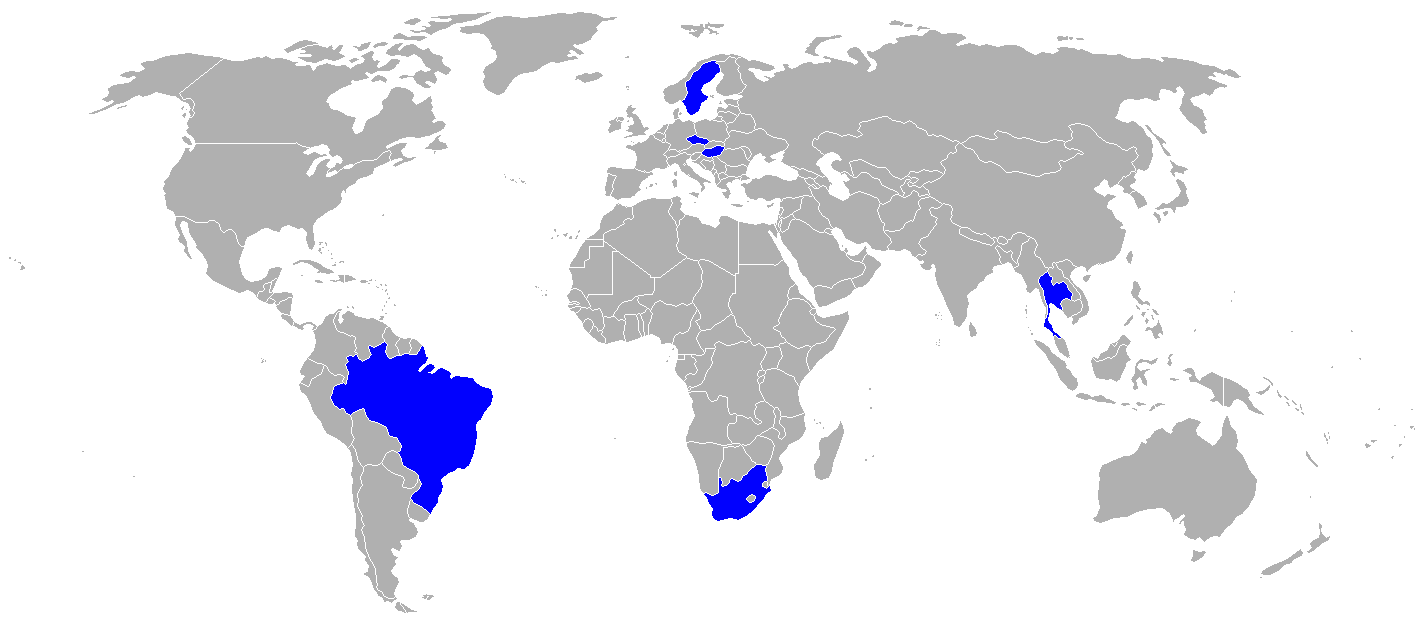
運用国。青が現在の運用国、緑が発注中の国を表している

前任のビゲンの輸出がゼロだった結果を反省し、イギリスのBAEシステムズと提携して輸出にも積極的である。
同世代機に比べ格闘戦・ステルス性能・航続距離は劣るものの、電子戦能力が高いため地対空ミサイル部隊の支援がある領空内ではSu-35にも劣らないとしている。また機体価格はF-35Aの約半分、多目的戦闘機ながら小型軽量、整備性が良好で維持整備に関わるコストも低いという特徴を生かし、主にブラジルや南アフリカ共和国のような中進国・発展途上国や、開発国のスウェーデン自身も含めた経済規模の小さい先進国・準先進国、雪の影響を受けやすい東欧を中心に次期主力戦闘機候補として売り込みを行っている。ノルウェーでは30年間使用し続けた全運用期間中のライフサイクルコストはF-35Aのほうが30億ドルほど安くなると試算しており、運用形態によってはコストがかかることもある。しかしF-35は操縦系統が高度にデジタル化されているため、T-7などの操作がよりF-35に近い練習機を新たに導入しなければ訓練不足となることが指摘されている が、グリペンは複座型があるためこのような高価な練習専用機を導入せずに済むという利点がある。またF-35は開発終了後も技術的問題により維持コストが高騰すると指摘されているが、グリペンは運用コストが安定しており、予算の都合で倍近いイニシャルコストを負担できない国もあるため、スウェーデン政府の支援を受けリースの更新や中古機の再整備による価格の低減、導入国の産業界に利益をもたらすオフセット契約を設定するなど官民で連携した販売戦略を展開している。
E/F型は価格が従来型より上昇しているため、サーブは要望があればC/D型の新規製造や余剰機の譲渡・リースにも応じる方針を明らかにしている。
競合はF-16、ミラージュ2000、ラファールなどローコストが売りの軽量戦闘機であるが、アップデートによる能力向上と柔軟な契約によりF/A-18E/F、ユーロファイター タイフーン、Su-27、F-35など高価格な高性能機とも比較されている。
サーブ社では、グリペンの海外顧客はダウングレードのないフルスペック仕様を使用でき、その上で各国の事情に合わせたカスタマイズを行うことができるとしている。

### 採用

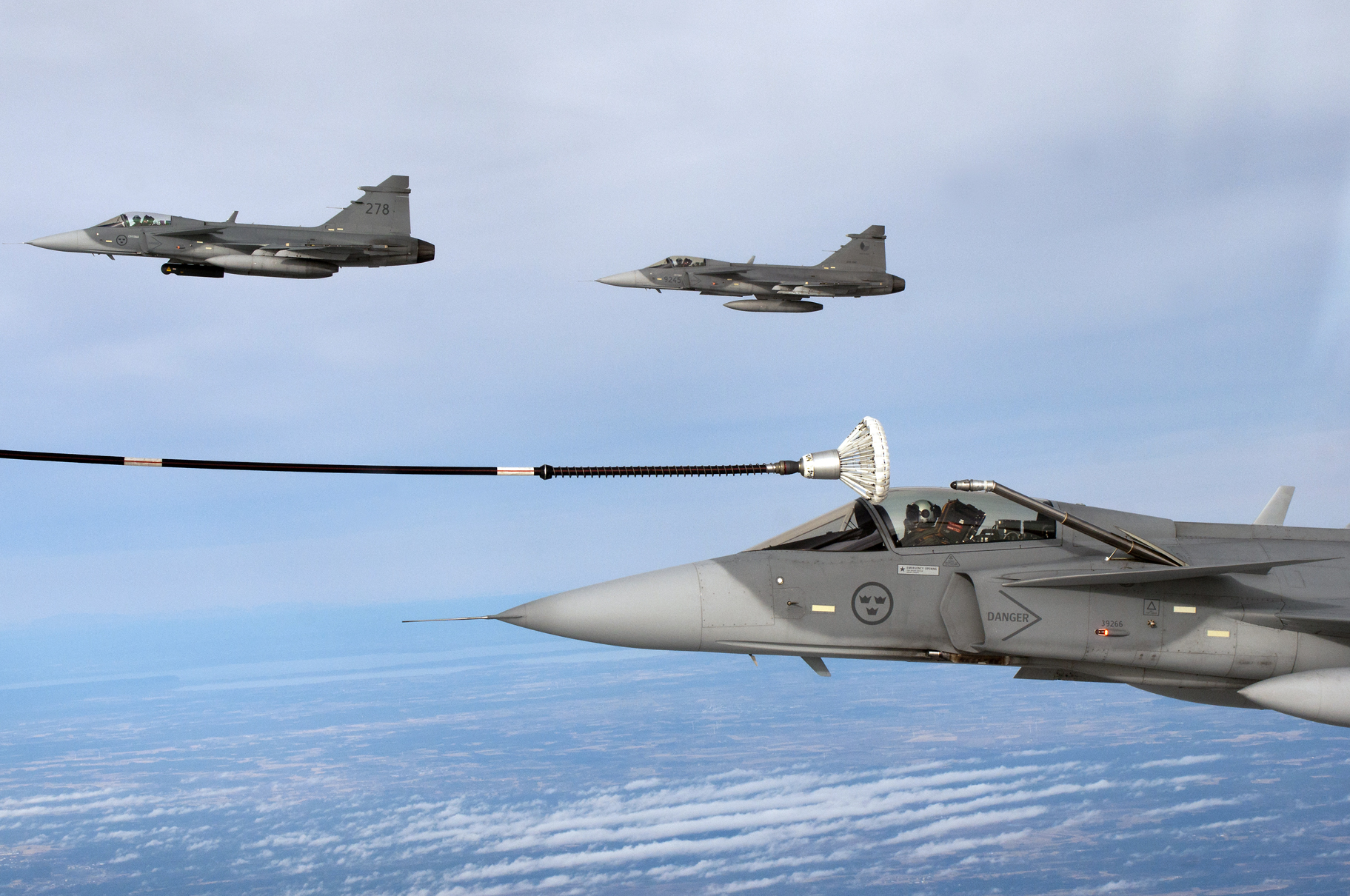
空中給油中のスウェーデン空軍機

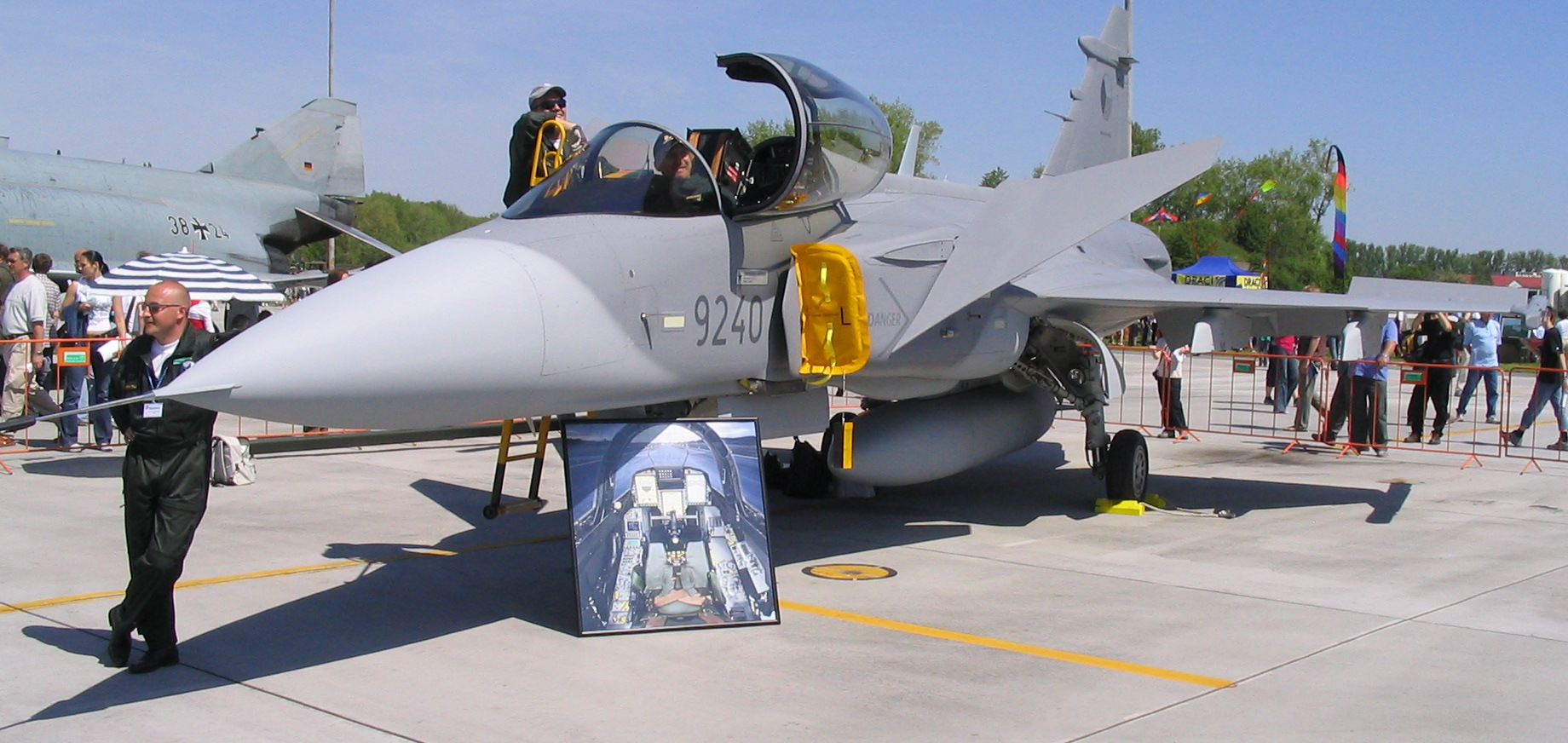
チェコ空軍機

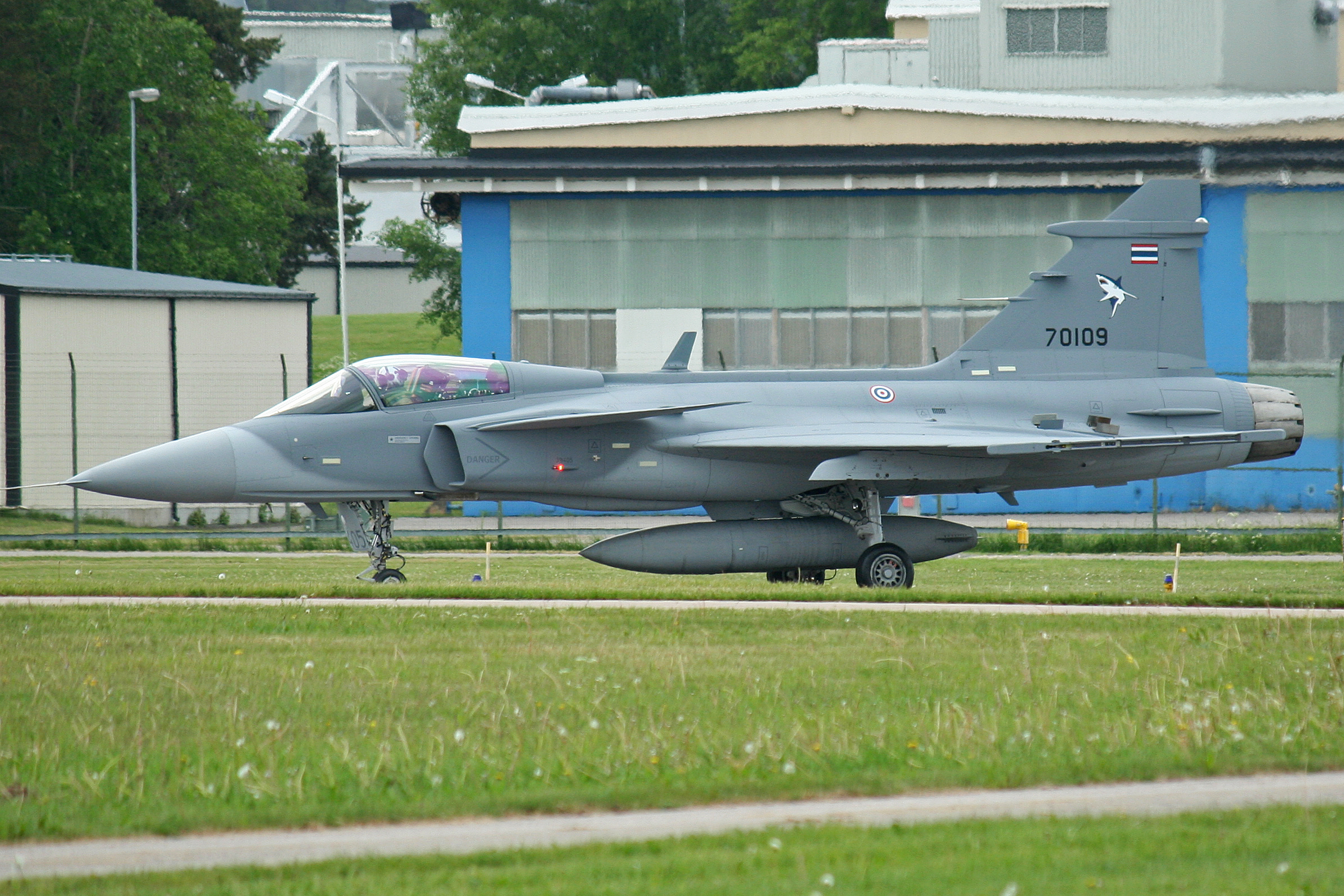
タイ王国空軍機

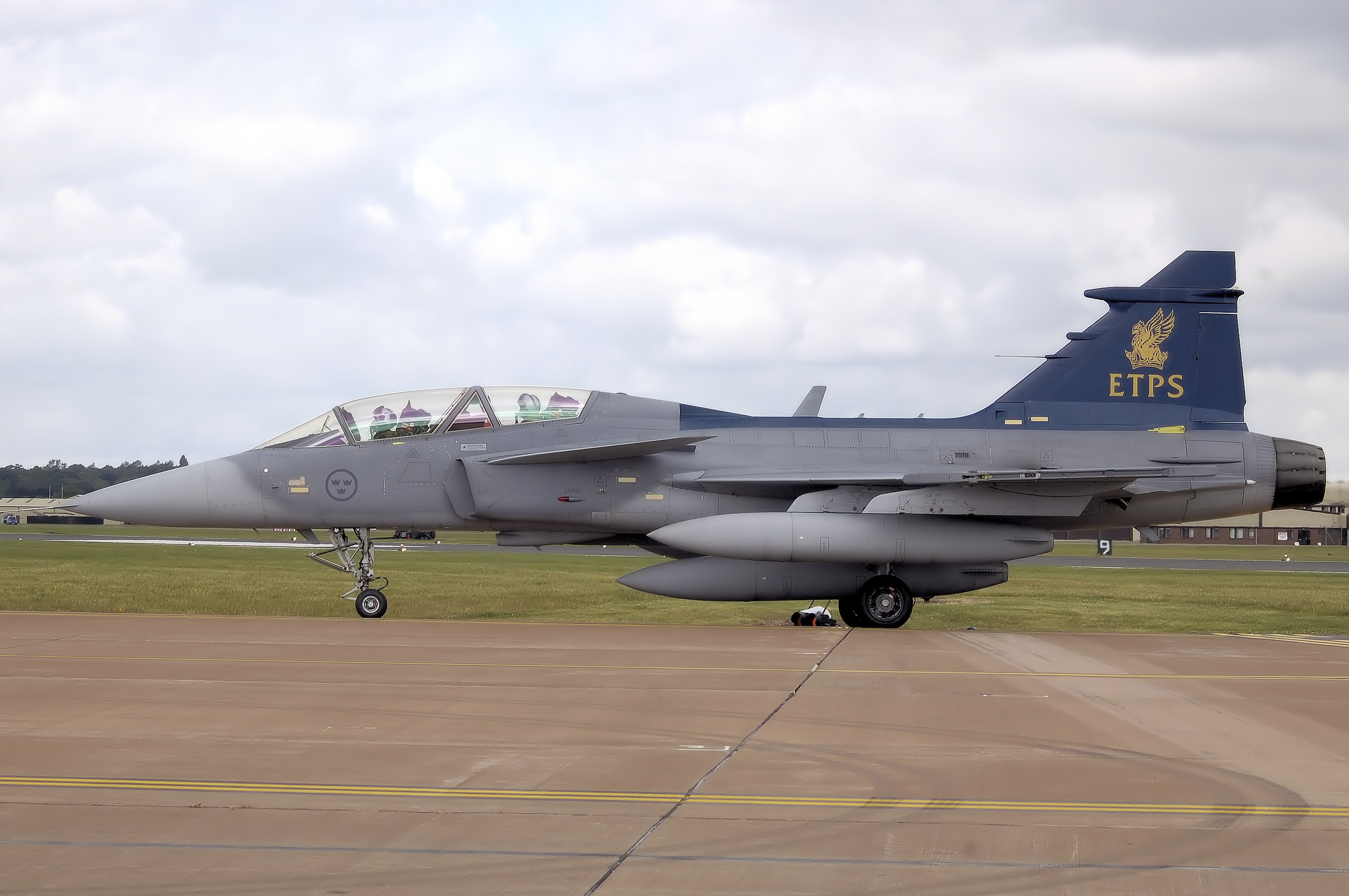
ETPS所属機

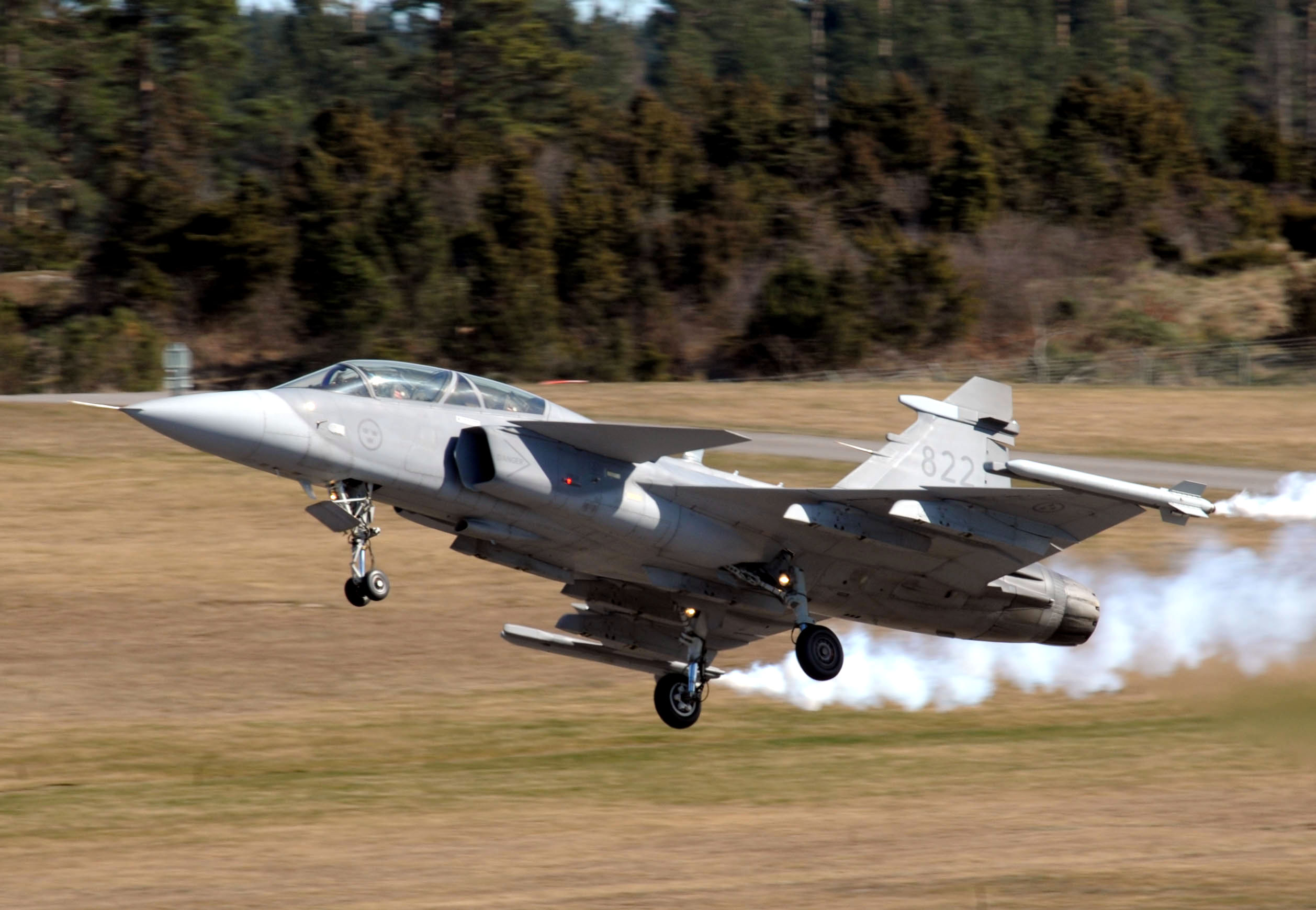
翼端にスモークポッドを装備したブラジル空軍機

スウェーデン
開発国であるスウェーデン空軍が最初に採用。主力戦闘機としてA/B型とC/D型が合計で201機納入されたが、冷戦後の軍縮により現在使用されているのはC型が72機、D型が23機である。28機はチェコとハンガリーへリース（後述）、12機はタイへ売却（後述）、32機が事故などの要因で廃棄、2機がスウェーデンとタイの博物館へ寄贈、他に24機の余剰機が保管されている。残った機体は2040年まで運用する予定。
フリューグシステーム 2020では後継機として2020年までに新型ステルス機の開発か、C/D型をE/F型で更新するかを決定する。
 南アフリカ共和国
南アフリカ空軍が運用しているチーターC/Dの代替の先進軽量戦闘機(ALFA)として、28機の購入を1998年11月18日に決定した。他の候補機はダッソー社ミラージュ2000、デネル社とドイツ、ダイムラー・クライスラー・エアロスペース(DASA) 社(現エアバス・グループ)共同開発のAT-2000。C型19機、D型9機で109億ランド(19.2億ドル相当)で契約したが後に見直されC型が2機減った。2006年9月よりD型の引渡しが開始され、2010年2月よりC型の引渡しが開始された。最初は高等練習機としての候補機だった。現地企業であるデネル社がNATO互換パイロンと主脚収納部を含む中央胴体、グリンテック社が通信装置をサーブに納入している。
2023年10月18日時点で26機が配備されているが、タンディ・モディゼ国防大臣は経済低迷に伴う予算不足で、そのうち稼動状況にあるのは2機のみであることを発表した。

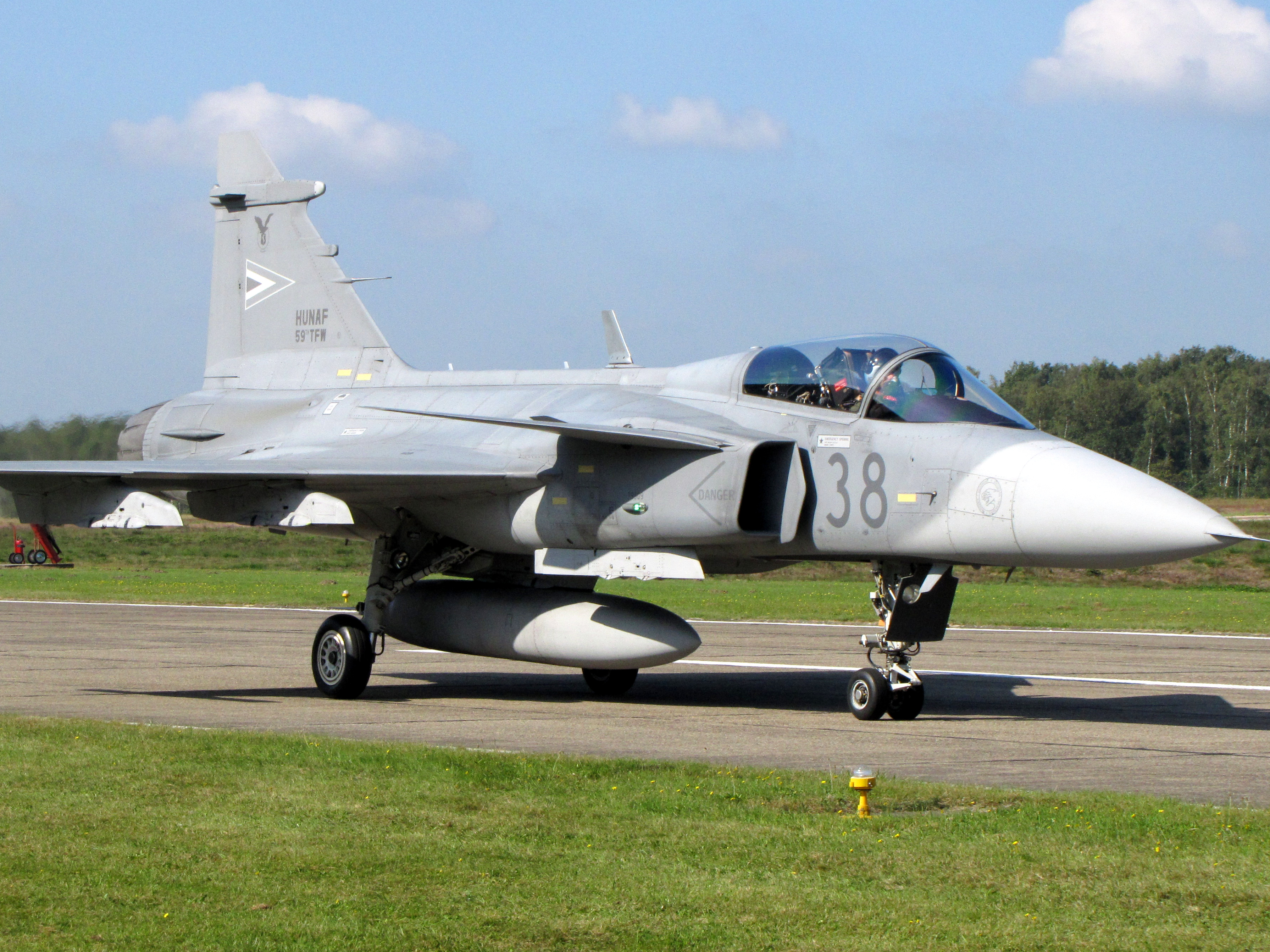
ハンガリー空軍機

 ハンガリー
ハンガリー空軍で運用しているMiG-29A/UBの代替として14機のリースを2001年9月10日に決定した。リース料金は10年間で1600億フォリント(5.6億ドル相当)だったがNATOとの共同作戦能力の追加により2400億フォリント(6.2億ドル相当)に増加した。2002年8月の大洪水により導入は一時棚上げされたが年間飛行時間を4000時間減の16800時間とする事で2003年2月3日に合意。スウェーデン空軍のA/B型をC/D型相当のEBSHu仕様に改修したC型12機、D型2機を2006年3月から2007年12月の間に配備した。現地企業であるダニュヴィアン社がテイルコーン140個をサーブに納入した。
 チェコ
チェコ空軍向けに一度24機の購入を決めたものの(購入料金500億コルナ(13.5億ドル相当)を15年払い、150%のオフセット条項を含む)、2002年にヨーロッパで発生した大洪水により被害を受けた首都復興に予算が充てられ一旦取り消しとなった。評価は続けられ、その後の再考の結果、2004年6月14日にリースではあるが再び14機(C型12機、D型2機)の採用を決定(リース料金196.5億コルナ(7.5億ドル相当))。2005年5月から引き渡され2005年度中に同国空軍で運用中の全てのMiG-21MF/MFN/UMを代替、同年8月には全ての機体の納入が完了した。リース期限は2014年末に切れるため、スウェーデン政府はリースから買い取りへのオプションを提案していた。その後スウェーデン政府とチェコ政府がリース契約を再締結し、2027年まで12機のC/D型がチェコ空軍で運用する事になった事が2014年5月16日にプレスリリースされ公式サイトで公表された。
2015年12月22日には1.2億クローネで無誘導爆弾による対地攻撃時の精度を改善する改修を受けることを発表した。
整備員らは各機体に不具合にちなんだ名前を付けているという。
2022年7月20日、チェコ国防省は2027年にリースの契約期限を迎えるグリペンの代わりとして、F-35の導入を決めたと発表した。
 タイ
タイ王国空軍のF-5の代替として、スウェーデンから12機（C型8機、D型4機）の購入を閣議決定している。第1ロットの6機は2011年2月に配備された。価格は第1ロット6機が整備部品や訓練費用込みで190億バーツ（約610億円）、第2ロット6機が154億バーツ（約495億円）となっている。2011年2月22日、タイ南部スラートターニー空軍基地に第1ロット6機が配備された。なおグリペンと共にサーブ 340 AEW&Cを2機購入し、戦闘機だけではなくデータリンクも含めた防空システム一式と空対艦ミサイルRBS15Fも導入している。C型はB.kh.19、D型はB.Kh.20Kと呼称されている。2024年8月には、老朽化したF-16A/Bの置き換え用としてグリペンE/Fの調達が決まった。12～14機の調達が計画され、そのうち2025〜2029年度に190億バーツの予算で4機を購入し、残りは2034年度までに調達する計画である。
2025年7月に発生したタイとカンボジアの国境紛争では実戦投入され、カンボジア側の砲撃拠点を空爆した。
 イギリス
機体の輸出ではないが、王立テストパイロット学校（ETPS）が、高速ジェット練習機課程にてスウェーデン空軍とともにシミュレータを用いた訓練を行い、さらにサーブにおいて複座型に搭乗しての教育を行っている。2009年までに90名以上の生徒がグリペンに搭乗した。
 ブラジル
ブラジル空軍は、現有機の代替としてグリペンE/F型 36機(E型28機、F型8機)の購入を決定した。契約金額は約45億ドル。納入は2019年から2024年の契約で、それまでスウェーデン空軍の余剰機12機をリースする予定。サンベルナルド・ド・カンポ市に製造工場を建設し機体部品の約80%を現地で生産する。その為に2015年から2021年の間にブラジルのパートナー企業の専門家が2週間から2年の範囲でスウェーデン国内にて技術研修を受ける。広域表示装置(WAD)とヘッドアップディスプレイ(HUD)は2015年2月25日にAEL SISTEMAS社が製造する契約を結んだ。AEL SISTEMAS社はTargo　HMDも製造している。2020年には製造工場で39Eのテールコーンと前部胴体の製造が始まり、エアブレーキや後部胴体、39Fの前部胴体などの製造を行う予定である。
 コロンビア
コロンビア空軍がクフィルの後継機として39機のグリペンE/F型を導入予定と報じられている。
 ペルー
ペルー空軍がグリペンE型24機の採用を決定したと報じられている。

### 検討中
インド
MiG-21の後継となるMMRCAに提案されていたが、ラファールが採用された。しかしそのラファールのライセンス生産が認められず調達数が削減されたため、MMRCA-2としてF-16（その後F-21と改称）と共に再び検討対象となっている。2017年9月にはアダニグループとグリペンNGのインド国内生産を含めた多角的な協力関係の構築で合意している。
 ウクライナ
2022年ロシアのウクライナ侵攻の発生後、ウクライナはスウェーデンに対して機体の供与を求めてきた。2023年6月1日、スウェーデンの国防相は「現段階ではウクライナにグリペン機を提供しない」としつつもウクライナ人操縦士の訓練提供を検討する用意があるとの考えを示した。その後、他の支援国によるF-16の供与計画が進行したため、2024年5月にはグリペンの供与計画を中断する方針を明らかにした。
このほかにアルゼンチン、エクアドル、ケニア、ベトナム、韓国、カナダ
などに提案されている。

### 不採用
アルゼンチン
アルゼンチン空軍が運用していたミラージュIIIの後継機として、ブラジル経由での購入を検討した。しかし、フォークランド紛争以来対立関係にあるイギリス政府が部品の輸出を拒否したため、導入計画は中止された。
 オーストリア
オーストリア空軍ではトゥンナン、ドラケンとサーブの戦闘機を採用しており、練習機もサーブ 105を利用している。グリペンの導入を約束しスウェーデンから中古のドラケンを受領するなど良好な関係であったが、ドラケンの後継をタイフーンに変更した。サーブでは報復としてドラケンのメンテナンス費用を正規価格に変更したためオーストリア側は対抗策としてスイスからリースしたF-5Eと入れ替える形でドラケンを退役させた。このような行為がビゲンの輸出不振に影響したとされる。
F-5Eはタイフーンに置き換えられたが2017年には導入に関する不正疑惑が浮上している。
 ノルウェー
F-16AM/BMの後継機として将来戦闘航空機計画を立案、2008年1月に拘束情報要求を各メーカーに発出、応じたサーブ、ユーロファイター、ロッキード・マーティンが提案を行い、ロッキード・マーティンの提案したF-35Aが選定された。
 チリ
ミラージュ50とF-5E/Fの更新計画ではF-16C/D、ミラージュ2000、Su-27、F/A-18と競合したが、F-16C/Dが選定された。
 ポーランド
従来から配備しているSu-17やMiG-29などが老朽化しているため、減数分の戦闘機としてF-16、ミラージュ2000、グリペンで比較選考を行い、2002年にF-16C/Dの採用を決定。
 ベルギー
F-16の後継候補として情報請求を求められていたが、ベルギー政府が求める輸出国政府の支援に現在のスウェーデンの外交方針では応じられないという理由で2017年6月に辞退した。
 スイス
スイス空軍が運用しているF-5E/Fの代替として、E型を22機導入することを発表した。しかし2014年5月18日に行われた国民投票により導入のための国債発行が否決された。
2019年、サーブでスウェーデン政府の支援を受けスイスの防衛産業が関わる新たな契約を提案していたが、最終的にE型は2025年から運用可能という条件を満たさないと判断され候補から除外された。サーブは評価試験に開発中のE型と共にJAS39Cを持ち込むことを提案したが、スイス空軍は認めず評価試験からの撤退を勧告。サーブもこれを受け入れて撤退した
 フィンランド
フィンランド空軍が運用するドラケンとMiG-21の後継として一度検討されたが、当時のグリペンはAIM-120の運用能力を持たなかったため、F/A-18C/Dが採用された。その後、F/A-18C/Dの後継機を選定する『HX Fighter Program』において、F-35、F/A-18E/F（EA-18Gとセット）、ラファール、タイフーンと共に提案されていた。2021年12月10日にF-35の採用を発表。
 ブルガリア
ブルガリア空軍が運用しているMiG-29/MiG-29UBの代替としてポルトガル空軍のF-16AM/BM、イタリア空軍のタイフーンなどの候補機の中からグリペンC/Dを選定した。当初はポルトガル空軍のF-16を採用する予定だったが2011年にサーブ社が中古F-16と同価格でグリペンC/Dを提供する事を提案していた。しかし計画はその後保留となり、最終的にF-16Vを採用。

## 仕様
| 機体名         | JAS-39 | JAS-39 | JAS-39 | JAS-39 | JAS-39                                                              | JAS-39                                                              |
| -------------- | --- | --- | --- | --- | ------------------------------------------------------------------- | ------------------------------------------------------------------- |
| 形式           | A型 | B型 | C型 | D型 | E型                                                                 | F型                                                                 |
| 乗員           | 1名 | 2名 | 1名 | 2名 | 1名                                                                 | 2名                                                                 |
| 全長           | 14.1 m | 14.76 m | 14.1 m | 14.76 m | 15.2 m                                                              | 15.9 m                                                              |
| 全幅           | 8.4 m | 8.4 m | 8.4 m | 8.4 m | 8.6 m                                                               | 8.6 m                                                               |
| ホイールベース | 5.2 m | 5.9 m | 5.2 m | 5.2 m | 5.2 m                                                               | 5.2 m                                                               |
| 全高           | 4.5 m | 4.5 m | 4.5 m | 4.5 m | 4.5 m                                                               | 4.5 m                                                               |
| 翼面積         | 30.0 m2 | 30.0 m2 | 30.0 m2 | 30.0 m2 | 30.0 m2                                                             | 30.0 m2                                                             |
| 空虚重量       | 6,622 kg（13,000 lbs） | 7,000 kg | 6,800 kg | 7,100 kg | 7,100 kg（15,800 lbs）                                              |                                                                     |
| 離陸重量       | 12,500 kg | 12,500 kg | 14,000 kg（31,000 lbs） | 14,000 kg（31,000 lbs） | 16,500 kg（36,700 lbs）                                             |                                                                     |
| 燃料 （外部）  | 3,000 L （3,500 L） | 2,850 L（3,500 L） | 3,000 L (3,500 L) | 3,000 L (3,500 L) | 4,360 L (4,535 L)                                                   |                                                                     |
| 兵装搭載量     | 5,300 kg | 5,300 kg | 5,300 kg | 5,300 kg | 7,200 kg（15,900 lbs）                                              | 7,200 kg（15,900 lbs）                                              |
| ハードポイント | 8ヶ所 | 8ヶ所 | 8ヶ所 | 8ヶ所 | 10ヶ所                                                              | 10ヶ所                                                              |
| 対応重量       | ステーション1(翼端左右各1箇所)：110 kg ステーション2(翼下外側左右各1箇所)：600 kg ステーション3(翼下内側左右各1箇所)：1,400 kg～ （タウルスKEPD350） ステーション4(右舷インテーク下)：250 kg ステーション5(胴体下中央)：1,100 kg | ステーション1(翼端左右各1箇所)：110 kg ステーション2(翼下外側左右各1箇所)：600 kg ステーション3(翼下内側左右各1箇所)：1,400 kg～ （タウルスKEPD350） ステーション4(右舷インテーク下)：250 kg ステーション5(胴体下中央)：1,100 kg | ステーション1(翼端左右各1箇所)：110 kg ステーション2(翼下外側左右各1箇所)：600 kg ステーション3(翼下内側左右各1箇所)：1,400 kg～ （タウルスKEPD350） ステーション4(右舷インテーク下)：250 kg ステーション5(胴体下中央)：1,100 kg | ステーション1(翼端左右各1箇所)：110 kg ステーション2(翼下外側左右各1箇所)：600 kg ステーション3(翼下内側左右各1箇所)：1,400 kg～ （タウルスKEPD350） ステーション4(右舷インテーク下)：250 kg ステーション5(胴体下中央)：1,100 kg | 相違点 ステーション2：850 kg ステーション6(胴体下2か所）：950 kg×２ | 相違点 ステーション2：850 kg ステーション6(胴体下2か所）：950 kg×２ |
| エンジン       | BFM社製RM12（F404-GEベース）×1基 | BFM社製RM12（F404-GEベース）×1基 | BFM社製RM12（F404-GEベース）×1基 | BFM社製RM12（F404-GEベース）×1基 | F414-GE-39E ×1基                                                    | F414-GE-39E ×1基                                                    |
| 最高速度       | マッハ2.0（E型はマッハ1.2で超音速巡航可能） | マッハ2.0（E型はマッハ1.2で超音速巡航可能） | マッハ2.0（E型はマッハ1.2で超音速巡航可能） | マッハ2.0（E型はマッハ1.2で超音速巡航可能） | マッハ2.0（E型はマッハ1.2で超音速巡航可能）                         | マッハ2.0（E型はマッハ1.2で超音速巡航可能）                         |
| ミリタリー出力 | 54 kN（12,100 lbs） | 54 kN（12,100 lbs） | 54 kN（12,100 lbs） | 54 kN（12,100 lbs） | 64.0 kN（14,400 lbs）                                               | 64.0 kN（14,400 lbs）                                               |
| A/B出力        | 80.07 kN（18,100 lbs） | 80.07 kN（18,100 lbs） | 80.07 kN（18,100 lbs） | 80.07 kN（18,100 lbs） | 98 kN（22,000 lbs以上）                                             | 98 kN（22,000 lbs以上）                                             |
| 航続距離       | | | 約3,000 km（増槽有り） | | 2,500 km（増槽無し） 4,070 km（増槽有り）                           |                                                                     |
| 戦闘行動半径   | 800 km | 800 km | 800 km | 800 km | 1,300 km（30分間の戦闘を含む）                                      | 800 km                                                              |
| 実用上昇限度   | 15,240 m | 15,240 m | 15,240 m | 15,240 m | 15,240 m                                                            | 15,240 m                                                            |
| G-リミット     | +9G、-3G | +9G、-3G | +9G、-3G | +9G、-3G | +9G、-3G                                                            | +9G、-3G                                                            |
| 離陸滑走距離   | 7×400 m | 7×400 m | 7×400 m | 7×400 m | 7×400 m                                                             | 7×400 m                                                             |
| 着陸滑走距離   | 7×500 m（制動傘無し） | 7×500 m（制動傘無し） | 7×500 m（制動傘無し） | 7×500 m（制動傘無し） | 7×500 m（制動傘無し）                                               | 7×500 m（制動傘無し）                                               |

基本装備
- 空対空：視程外射程（BVR）空対空ミサイル4発、視程内射程(WVR)空対空ミサイル2発、落下式燃料タンク（1,100 L）1 - 3個、
- 空対地：空対地ミサイル2発、滑空爆弾/巡航ミサイル2発、視程内射程（WVR）空対空ミサイル2発、落下式燃料タンク（1,100 L）1個、
- 敵防空網制圧（SEAD）：レーザー誘導爆弾4発、視程内射程(WVR)空対空ミサイル2発、落下式燃料タンク（1,100 L）1個、対地精密照準誘導ポッド1基、
- 空対艦：空対艦ミサイル４発、視程内射程（WVR）空対空ミサイル2発、落下式燃料タンク（翼下1,700 L2個または胴体下1,100L1個）
- 偵察：モジュラー偵察ポッド1基、視程内射程（WVR）空対空ミサイル2発、

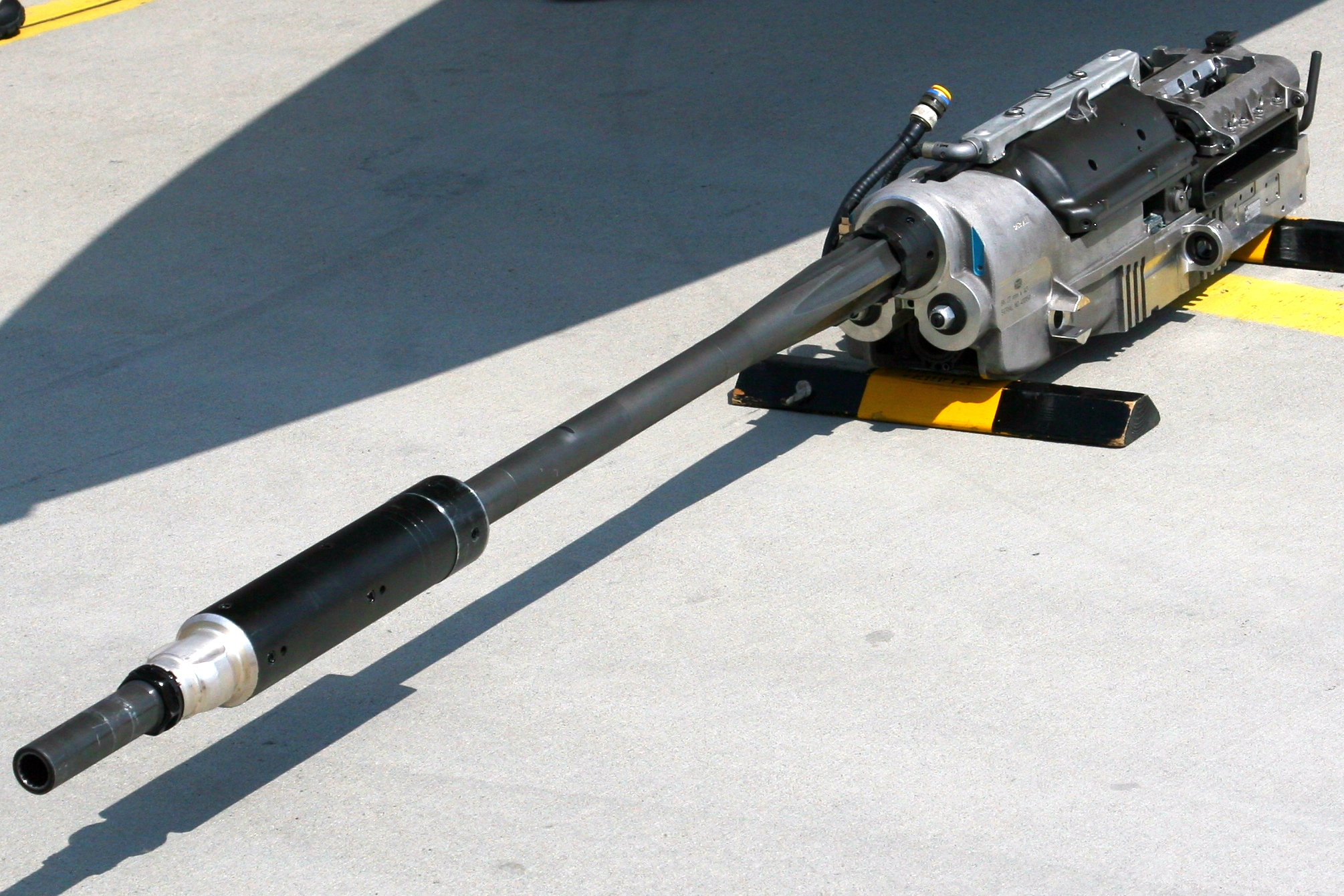
チェコ空軍機から降ろされたBK-27

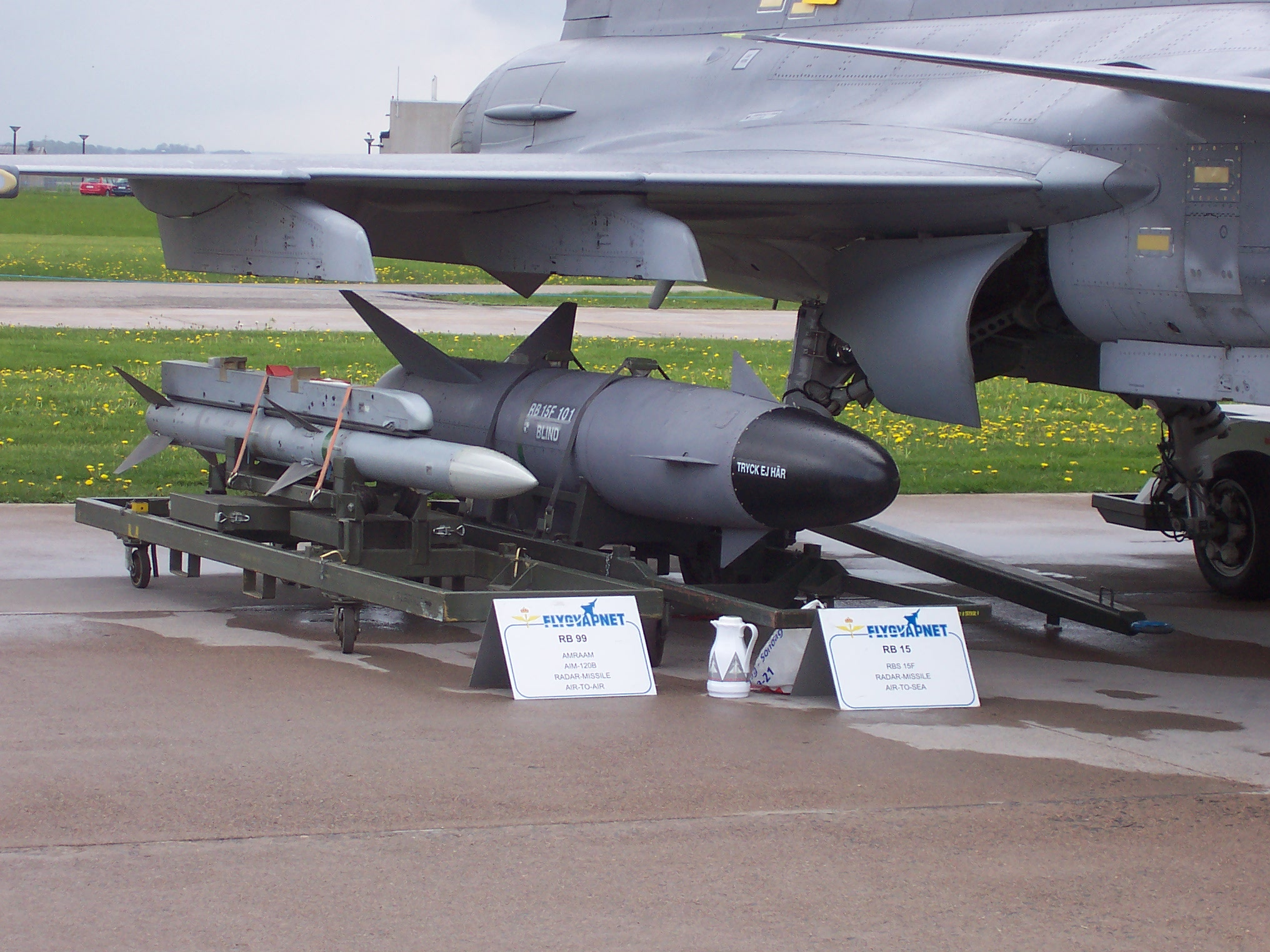
RBS 15FとRb99

武装（グリペン・インターナショナル社が対応を謳っているものも含む）
- 固定武装：BK-27 27mm機関砲×1
  - ドイツ マウザー社（現ラインメタル社）製、携行弾数120発、発射速度毎分1,700発、重量100kg、

- 視程内射程(WVR)空対空ミサイル
  - AIM-9L（Rb74）：米国レイセオン社、フォード・エアロスペース社、スペースシステムズ/ロラール社製、スウェーデン空軍使用。タイ、チェコ、ハンガリー空軍もグリペン導入時に購入した。
  - AIM-9X：米国レイセオン社製
  - IRIS-T（Rb98）：ドイツ BGT社、スウェーデン サーブ社、イタリア アレニア社など6社共同開発。2009年11月からスウェーデン空軍が使用。Rb74の後継。
  - ASRAAM：英国MBDA社製
  - パイソン4/5：イスラエル製
  - A・ダーター：南アフリカ デネル・エアロスペース・システムズ社製、V3E アジャイル・ダーター。ベクタードスラスト装備の高機動型。誘導は慣性航法と画像赤外線式。オフボアサイト能力を持つ。全長2.98 m、直径0.16 6m、翼スパン0.488 m、重量89 kg、最大射程20 km。

- 視程外射程（BVR）空対空ミサイル
  - AIM-120 AMRAAM（Rb99）：米国ヒューズ・エアクラフト社（現レイセオン社）製、スウェーデン空軍使用
  - ミーティア：共同開発、MBDA社製、スウェーデン空軍使用。
  - ダービー：イスラエル製、パイソン4の拡大型、
  - Rダーター：南アフリカデネル・エアロスペース・システムズ社製。V4。誘導はアクティブ・レーダー・ホーミング方式。ECCM性に優れ、ルックダウン・シュートダウン能力を持つ。全長3.62 m、直径0.16 m、翼スパン0.64 m、重量120 kg、最大射程63 km。

- 空対地、空対艦ミサイル
  - AGM-65 マーベリック（Rb75）：米国レイセオン社製、1997年から対応しスウェーデン空軍がG型を使用し後にG2型に変更された。ハンガリー空軍もG型を導入。
  - ブリムストーン空対地ミサイル：英国MBDA製。グリペンでは3連装ランチャーを使用。
  - Spear対地ミサイル：英国MBDA製。F-35のウェポンベイに複数搭載可能な小型巡航ミサイル。動力はターボジェット。折畳み主翼。飛行速度は高亜音速。全長：約2 m。射程：約100 km。マルチモードシーカと多目的弾頭、INS/GPSによる中間誘導に加え、データリンクによる逐次アップデートも可能。グリペンでは4連装ランチャーを使用。
  - DWS 39（BK90）滑空型スタンドオフディスペンサー ：ドイツMBB社（現EADS）製、スウェーデン空軍使用。最大射程約10 km。全長3.5 mの箱型の弾体にフィンを4枚装備。弾体両舷に12個ずつの穴がありそこに最大3個の子爆弾が収納されている。子爆弾は重量4.0 kgで対軟目標用のMJ1と重量18 kgで対装甲用のMJ2があり、散布範囲は低空侵入の場合で幅250 m、長さ300 - 400 mに渡る。
  - タウラス空対地巡航ミサイル：ドイツ トーラス・システムズ社製、P8300-15ターボファン・エンジンを搭載し、マッハ0.8 - 0.95の速度で地上30 - 40 mを飛行。射程は350 km以上。誘導方式はGPS、INS及びTRNの複合方式で高解像度の赤外線カメラも搭載し周囲の地形と地図データを照合させ誘導する事も可能。弾頭は500 kgのタンデム式で遅延信管装備。ステルス性がある。
  - AGM-154 JSOW滑空誘導爆弾/空対地ミサイル：米国レイセオン社製。
  - AGM-158 JASSM空対地ステルス巡航ミサイル：米国ロッキード・マーティン社製。INS・GPS＋画像赤外線誘導。弾頭は約450 kg（1,000ポンド）のWDU-42/B。射程延長型のJASSM-ER（射程：約920 km）もある。全長：4.27 m。射程：約370 km以上。翼幅：3.05 m（展開時）。速度：M0.85。重量：1,020 kg。
  - RBS 15F空対艦ミサイル×最大6：スウェーデン サーブ社製。1997年から対応し、スウェーデン空軍が使用。2001年からMk.2、2004年からMk.3も使用。
  - GBU-10（2,000ポンド）/12（500ポンド９/16（1,000ポンド） ペイブウェイIIレーザー誘導爆弾：米国レイセオン社、ロッキード・マーティン社製、スウェーデン空軍がGBU-10/12を使用
  - GBU-49（500ポンド）：GBU-12ペイブウェイIIにGPSキットを追加したもの。
  - GBU-22（500ポンド）/24（2,000ポンド） ペイブウェイIIIレーザー誘導爆弾：米国レイセオン社、ロッキード・マーティン社製
  - JDAM GBU-31（2,000ポンド）/32（1,000ポンド）/38(500ポンド)INS+GPS誘導爆弾：米国ボーイング製
  - GBU-39　SDB 滑空式INS+GPS誘導爆弾：米国ボーイング社製。スウェーデン空軍は2016年から運用開始。この運用の為にリンク16にデータリンク出来るようになった。
  - GBU-53/B　SDB II 滑空式INS+GPS誘導爆弾：マルチセンサーを搭載して精密誘導を可能にしている改良型。
  - リザードII/III：イスラエル エルビット・システムズ社製。レーザー誘導爆弾改修キット。
  - スパイス：イスラエル ラファエル・アドバンスド・ディフェンス・システムズ社製。電子光学誘導爆弾改修キット。GPS誘導を併用した赤外線画像誘導式。Mk.83（1,000ポンド）、Mk.84（2,000ポンド）、Mk.80低抵抗爆弾などに装着する。

- 照準装置
  - AN/AAQ-33　スナイパー照準ポッド：米国ロッキード・マーティン社製。
  - RECCELITE：イスラエル ラファエル・アドバンスド・ディフェンス・システムズ社製、
  - AN/AAQ-28ライトニング照準ポッドGIII/GIV：イスラエル ラファエル・アドバンスド・ディフェンス・システムズ社製、スウェーデン空軍使用。ハンガリー、南アフリカ空軍も採用。

- 偵察用装備
  - モジュラー偵察ポッドシステム「MRPS」（スウェーデン空軍名称：SPK39）：サーブテック社、デンマーク・テルマ社など4社共同開発、2007年5月よりスウェーデン空軍が使用。赤外線ラインスキャンカメラ、フィルム式光学カメラ「オメラSKA24」、デジタルカメラ「CA270中高度光学センサー」、長距離斜め写真（LOROP）カメラ、共用データリンク、大容量記憶装置を搭載。コクピットとデータバスで繋がりMFDに映像表示可能。重量は730 kg。
  - ビコン18/72C：フランス ビンテン社製、南アフリカ空軍が採用。軽量化の為に機能を限定している。赤外線/光学カメラ、データリンクを介したリアルタイム送信、MFDへの表示など戦術偵察ポッドとしての機能は十分。映像、動画データはS-VHS形式で記録される。
  - デジタル統合偵察ポッドDJRP：フランス タレスUK社製、ユーロファイター タイフーンやBAe ハリアー IIも採用。

- その他
  - ADM-160 MALD空中発射デコイ：レイセオン社。
  - 落下式燃料タンク（1,100 L）
  - AACMIポッド EHUD/FPR：戦闘訓練における飛行データの分析などに使われる記録装置。第二世代型はGPSを搭載している。
  - ECMポッド BOQ-X300：
  - スモークポッド：翼端の空対空ミサイル用レールに取り付けるスモーク発生装置。式典や曲技飛行などで使用する。